# Liste des séries parues dans le Weekly Shōnen Jump
Cette liste recense l'ensemble des séries de mangas étant ou ayant été prépubliées dans le magazine hebdomadaire Weekly Shōnen Jump de l'éditeur Shūeisha. Lancé en juillet 1968, le magazine a depuis lors diffusé plus de 650 séries, dont certaines séries phares sur plus de 10 ans.
Grâce à un système d’enquêtes et de sondages afin de cibler les goûts du public, il a gagné en popularité, pour atteindre son âge d’or au début des années 1990 avec les séries vedettes Dragon Ball et Slam Dunk, mais a connu à partir de 1996 et jusqu’en 2007 une importante baisse de ses ventes dont l’origine est imputée à la fin de ces séries. Il connaît ces dernières années un léger regain avec les séries Bleach, Naruto et One Piece, restant toutefois très en deçà de son meilleur niveau de ventes.

## Mode d'emploi et cadre de recherche
- Le tableau est triable.
  - Le tableau est, par défaut, affiché dans l'ordre d'apparition. Les 1re et 5e colonnes (« No  » et « Première publication ») trient dans le même ordre.
  - Les séries en cours apparaissent en fin de tableau si le tri est effectué selon la 6e colonne. Elles sont triées entre elles par ordre de première publication.
  - Des clés de tri en hiragana sont utilisées pour la 2de colonne.
  - Les 7e et 8e colonnes disposent d'un système de clés de tri afin de ne pas avoir de diacritique.
- Les 5e et 6e colonnes sont sous la forme « aaaa.nn » où « aaaa » désigne l'année et « nn » le numéro de la publication à prendre en compte.
  - S'il s'agit d'un numéro double, il apparait sous la forme « aaaa.nn/NN » où NN désigne le second numéro.
  - Une balise d'appel de références est automatiquement créée pour chaque année utilisée dans le tableau, il est toutefois nécessaire de créer la référence correspondante en fin de page.
- Deux couleurs sont utilisées dans le tableau pour signaler les manga en cours de publication lors de la dernière mise à jour :

|  | Manga en cours de publication le 26 septembre 2023 ; |

|  | Manga transféré dans un autre magazine et encore en cours de publication le 26 septembre 2023. |

- La 4e colonne (« Titre français ») n'est remplie que s'il existe un titre officiel en français choisi par un éditeur francophone.
- Les liens vers les articles en français se font dans la 4e colonne si elle est remplie, dans la 3e sinon.
- Les liens vers les articles en japonais n'existent que si l'article existe.
- Chaque année, groupe de hiragana ou lettre dispose d'une ancre. Après avoir trié selon ses désirs le tableau, il est possible de faire une recherche grâce au cadre ci-dessous.

| Type                    | Type                    | Liens | Pour les colonnes                               |
| ----------------------- | ----------------------- | --- | ----------------------------------------------- |
| Par ordre chronologique | Par ordre chronologique | - 1968 - 1969 1970 - 1971 - 1972 - 1973 - 1974 - 1975 - 1976 - 1977 - 1978 - 1979 1980 - 1981 - 1982 - 1983 - 1984 - 1985 - 1986 - 1987 - 1988 - 1989 1990 - 1991 - 1992 - 1993 - 1994 - 1995 - 1996 - 1997 - 1998 - 1999 2000 - 2001 - 2002 - 2003 - 2004 - 2005 - 2006 - 2007 - 2008 - 2009 2010 - 2011 - 2012 - 2013 - 2014 - 2015 - 2016 - 2017 - 2018 - 2019 2020 - 2021 - 2022 - 2023 - 2024 - 2025 | No , Première publication, Dernière publication |

## Liste
| No    | Titre japonais                                   | Transcription                                                                    | Titre français                                     | Première publication | Dernière publication | Auteur (Dessinateur)                | Scénariste                        |
| ----- | ------------------------------------------------ | -------------------------------------------------------------------------------- | -------------------------------------------------- | -------------------- | -------------------- | ----------------------------------- | --------------------------------- |
| 000 c | んんん                                           | zzzzz                                                                            | 1968                                               | 1968.00              | 1968.00              | zzzzz                               | zzzzz                             |
| 001   | くじら大吾                                       | Kujira Daigo                                                                     | —                                                  | 1968.01              | 1968.11              | Sachio Umemoto                      | —                                 |
| 002   | 父の魂                                           | Chichi no Tamashī                                                                | —                                                  | 1968.01              | 1971.44              | Hiroshi Kaizuka                     | —                                 |
| 003   | おれはカミカゼ                                   | Ore wa Kamikaze                                                                  | —                                                  | 1968.04              | 1969.13              | Toshio Shōji                        | —                                 |
| 004   | 漫画コント55号                                   | Manga Konto 55-go                                                                | —                                                  | 1968.08              | 1970.30              | Yūya Enomoto                        | —                                 |
| 005   | 男の条件                                         | Otoko no Jōken                                                                   | —                                                  | 1968.10              | 1969.19              | Noboru Kawasaki                     | Ikki Kajiwara                     |
| 006   | 男一匹ガキ大将                                   | Otoko Ippiki Gaki-Taishō                                                         | —                                                  | 1968.11              | 1973.13              | Hiroshi Motomiya                    | —                                 |
| 007   | ハレンチ学園                                     | Harenchi gakuen                                                                  | L'École impudique                                  | 1968.11              | 1972.41              | Go Nagai                            | —                                 |
| 007 c | んんん                                           | zzzzz                                                                            | 1969                                               | 1969.00              | 1969.00              | zzzzz                               | zzzzz                             |
| 008   | 爆発野郎                                         | Bakuhatsu Yarō                                                                   | —                                                  | 1969.01              | 1969.14              | Sachio Umemoto                      | —                                 |
| 009   | 黒ひげ探偵長                                     | Kurohige Tanteichō                                                               | —                                                  | 1969.06              | 1969.19              | George Akiyama                      | —                                 |
| 010   | キック王沢村旋風                                 | Kick-ō Sawamura Senpū                                                            | —                                                  | 1969.07              | 1969.11              | Kenji Abe                           | Tetsuo Sudō                       |
| 011   | 光速エスパー                                     | Kōsoku Espa                                                                      | —                                                  | 1969.09              | 1970.30              | Leiji Matsumoto                     | —                                 |
| 012   | トワイライト・ゾーン                             | Twilight Zone                                                                    | —                                                  | 1969.11              | 1969.14              | Kōtarō Komuro                       | —                                 |
| 013   | 革命児ゲバラ                                     | Kakumeiji Gebara                                                                 | —                                                  | 1969.14              | 1969.16              | Shintarō Miyawagi                   | —                                 |
| 014   | ハロー!ジュリー                                  | Harō! Jurī                                                                       | —                                                  | 1969.15              | 1970.07              | Satoshi Ikezawa                     | —                                 |
| 015   | 挑戦者ケーン                                     | Chōsensha Kēn                                                                    | —                                                  | 1969.15              | 1969.24              | Sachio Umemoto                      | —                                 |
| 016   | 勝つまで泣くな!                                  | Katsu Made Nakuna!                                                               | —                                                  | 1969.15              | 1969.19              | Toshio Shōji                        | —                                 |
| 017   | 燃えろ!グズ六                                    | Moero! Guzumu                                                                    | —                                                  | 1969.16              | 1969.18              | Keiji Nakazawa                      | —                                 |
| 018   | 無法松の一生                                     | Muhōmatsu no Isshō                                                               | —                                                  | 1969.17              | 1969.19              | Hiroshi Asuna                       | —                                 |
| 019   | どうどう野郎                                     | Dōdō Yarō                                                                        | —                                                  | 1969.20              | 1970.10              | Noboru Kawasaki                     | —                                 |
| 020   | デロリンマン                                     | Delorinman                                                                       | —                                                  | 1969.20              | 1970.39              | George Akiyama                      | —                                 |
| 021   | モサ                                             | Mosa                                                                             | —                                                  | 1969.20              | 1970.02・03          | Tetsuya Chiba                       | —                                 |
| 022   | 赤塚ギャグ笑待席                                 | Akatsuka Gag Shōtaiseki                                                          | —                                                  | 1969.20              | 1970.06              | Fujio Akatsuka                      | —                                 |
| 023   | おれとおまえとあいつ                             | Ore to Omae to Aitsu                                                             | —                                                  | 1969.22              | 1970.12              | Makoto Ippongi                      | —                                 |
| 024   | 荒っくれ!                                        | Arakkure!                                                                        | —                                                  | 1969.25              | 1970.15              | Sachio Umemoto                      | —                                 |
| 025   | 男なら勝利の歌を!                                | Otoko Nara Shōri no Uta wo!                                                      | —                                                  | 1969.26              | 1970.04・05          | Keiji Nakazawa                      | —                                 |
| 026   | ほらふき一代                                     | Hora Fugi Ichidai                                                                | —                                                  | 1969.28              | 1970.21              | Kenji Morita                        | —                                 |
| 026 c | んんん                                           | zzzzz                                                                            | 1970                                               | 1970.00              | 1970.00              | zzzzz                               | zzzzz                             |
| 027   | アニマル球場                                     | Animal Kyūjō                                                                     | —                                                  | 1970.01              | 1970.13              | Haruna Mayuzuki                     | —                                 |
| 028   | ヌスット                                         | Nusutto                                                                          | —                                                  | 1970.04・05          | 1970.38              | Bancho Kano                         | —                                 |
| 029   | 七〇式戦闘機                                     | Nakajima Ki-70                                                                   | —                                                  | 1970.04・05          | 1970.07              | Haruna Mayuzuki                     | Fuyuki Fushī                      |
| 030   | かさね                                           | Kasane                                                                           | —                                                  | 1970.06              | 1970.11              | Ryoichi Ikegami                     | —                                 |
| 031   | シベリアの牙                                     | Siberia no Kiba                                                                  | —                                                  | 1970.07              | 1970.16              | Seichi Ikeuchi                      | —                                 |
| 032   | おれはゲバ鉄!                                    | Ore wa Gebatetsu!                                                                | —                                                  | 1970.08              | 1970.33              | Fujio Akatsuka                      | —                                 |
| 033   | 突撃ラーメン                                     | Totsugeki Ramen                                                                  | —                                                  | 1970.10              | 1970.22              | Mikiya Mochizuki                    | —                                 |
| 034   | ワースト                                         | Worst                                                                            | —                                                  | 1970.11              | 1971.34              | Kōtarō Komuro                       | —                                 |
| 035   | 暗黒列島                                         | Ankoku rettō                                                                     | —                                                  | 1970.12              | 1970.14              | Asaoka Kōshi                        | —                                 |
| 036   | あらし!三匹                                      | Arashi! San-piki                                                                 | —                                                  | 1970.13              | 1973.23              | Satoshi Ikezawa                     | —                                 |
| 037   | 千年王国                                         | Sennen Ōkoku                                                                     | —                                                  | 1970.14              | 1970.43              | Shigeru Mizuki                      | —                                 |
| 038   | 涙の逆転ホーマー                                 | Namida no Gyakuten Homer                                                         | —                                                  | 1970.16              | 1970.18              | Haruna Mayuzuki                     | —                                 |
| 039   | ケッパレ!太田投手                                | Geppare! Ōta-Tōshu                                                               | —                                                  | 1970.18              | 1970.27              | Shinji Mizushima Kokichi Ikazaki    | Shinobu Natsuki                   |
| 040   | 1970 たぎり                                      | 1970 Tagiri                                                                      | —                                                  | 1970.19              | 1970.35              | Kenji Nanba                         | Kae Sawaki                        |
| 041   | 人生二勝一敗                                     | Issho Nikatsu Ippai                                                              | —                                                  | 1970.20              | 1971.13              | Hideo Hijiri                        | Ikki Kajiwara                     |
| 042   | 球速0.25秒!                                      | Kyūsoku 0.25-Pyō!                                                                | —                                                  | 1970.21              | 1970.30              | Haruna Mayuzuki                     | Shirō Tōzaki                      |
| 043   | オキナワ                                         | Okinawa                                                                          | —                                                  | 1970.22              | 1970.28              | Keiji Nakazawa                      | —                                 |
| 044   | 命ぎりぎり                                       | Inochi kiri kiri                                                                 | —                                                  | 1970.23              | 1970.24              | Yuzuru Kagemaru                     | —                                 |
| 045   | 赤毛の狼                                         | Akagami no Ōkami                                                                 | —                                                  | 1970.26              | 1970.29              | Hiroshi Asuna                       | —                                 |
| 046   | カジコ                                           | Kajiko                                                                           | —                                                  | 1970.29              | 1970.31              | Kenji Abe                           | Yōko Mizuki                       |
| 047   | 漫画ドリフターズ                                 | Manga Drifters                                                                   | —                                                  | 1970.31              | 1975.46              | Yūya Enomoto                        | —                                 |
| 048   | ど根性ガエル                                     | Dokonjō Gaeru                                                                    | —                                                  | 1970.31              | 1976.24              | Yasumi Yoshizawa                    | —                                 |
| 049   | 夜明けのタテガミ                                 | Yoake no Tategami                                                                | —                                                  | 1970.33              | 1970.47              | Seichi Ikeuchi                      | —                                 |
| 050   | ブラックプロファイター タケル                    | Black Pro Fighter Takeru                                                         | —                                                  | 1970.36              | 1970.45              | Tarō Bonten                         | —                                 |
| 051   | 悪魔の水                                         | Akuma no Misu                                                                    | —                                                  | 1970.38              | 1970.39              | Yukio Shinohara                     | —                                 |
| 052   | トイレット博士                                   | Toilet Hakase                                                                    | —                                                  | 1970.39              | 1977.14              | Kazuyoshi Torii                     | —                                 |
| 053   | 現約聖書                                         | Genyaku Seisho                                                                   | —                                                  | 1970.41              | 1971.23              | George Akiyama                      | —                                 |
| 054   | ガッツ4                                          | Guts 4                                                                           | —                                                  | 1970.42              | 1970.46              | Keiji Yoshitani                     | Kai Takizawa                      |
| 055   | ジャンボ野郎                                     | Shiyanho yarō                                                                    | —                                                  | 1970.45              | 1970.47              | Kenji Abe                           | —                                 |
| 056   | あいつ!                                          | Aitsu!                                                                           | —                                                  | 1970.46              | 1971.32              | Gorō Sakai                          | Hisao Maki                        |
| 057   | 切りさかれた青春                                 | Kirisakareta Seishun                                                             | —                                                  | 1970.47              | 1971.11              | Shirō Kasama                        | Saho Sasazawa                     |
| 058   | 明日はつかめるか                                 | Ashita wa Tsukameru ka                                                           | —                                                  | 1970.48              | 1971.07              | Toru Shinohara                      | —                                 |
| 059   | 若い嵐                                           | Wakai arashi                                                                     | —                                                  | 1970.52              | 1971.03・04          | Keiji Nakazawa                      | —                                 |
| 059 c | んんん                                           | zzzzz                                                                            | 1971                                               | 1971.00              | 1971.00              | zzzzz                               | zzzzz                             |
| 060   | 人間の条件                                       | Ningen no Jōken                                                                  | —                                                  | 1971.05・06          | 1971.17              | Kenji Abe                           | Junpei Gomikawa                   |
| 061   | 怒りのマウンド                                   | Ikari no Mound                                                                   | —                                                  | 1971.07              | 1971.16              | Takashi Mine                        | Shinobu Natsuki                   |
| 062   | プロレス捜査網                                   | ProWres Sōsamō                                                                   | —                                                  | 1971.08              | 1971.18              | Haruna Mayuzuki                     | —                                 |
| 063   | からじしぼたん                                   | Karaji shibotan                                                                  | —                                                  | 1971.09              | 1971.09              | Hiroshi Asuna                       | —                                 |
| 064   | ライオンブックス                                 | Lion Books II                                                                    | —                                                  | 1971.13              | 1973.10              | Osamu Tezuka                        | —                                 |
| 065   | 美女丸                                           | Bijōmaru                                                                         | —                                                  | 1971.14              | 1971.20              | Zennosuke Tanaka                    | —                                 |
| 066   | キーガール                                       | Kīgāru                                                                           | —                                                  | 1971.16              | 1971.35              | Toru Shinohara                      | —                                 |
| 067   | グズ六行進曲                                     | Guzumu Kōshinkyoku                                                               | —                                                  | 1971.18              | 1972.02              | Keiji Nakazawa                      | —                                 |
| 068   | ジャパッシュ                                     | Japasshu                                                                         | —                                                  | 1971.20              | 1971.44              | Mikiya Mochizuki                    | —                                 |
| 069   | 4タロウ1ヒメ                                     | 4 Tarō 1 Hime                                                                    | —                                                  | 1971.21              | 1971.35              | Yoshimoto Baron                     | —                                 |
| 070   | ネッけつ団                                       | Nekketsu dan                                                                     | —                                                  | 1971.32              | 1971.34              | Go Nagai                            | —                                 |
| 071   | ブラックイーグル                                 | Black Eagle                                                                      | —                                                  | 1971.33              | 1971.36              | Kenji Abe                           | Mirai Sunny                       |
| 072   | ばらの坂道                                       | Bara no Sakamichi                                                                | —                                                  | 1971.34              | 1972.20              | George Akiyama                      | —                                 |
| 073   | Vの口笛                                          | V no Kuchibue                                                                    | —                                                  | 1971.35              | 1971.49              | Takumi Nagayasu                     | Shirō Tōzaki                      |
| 074   | 侍ジャイアンツ                                   | Samurai Giants                                                                   | —                                                  | 1971.36              | 1974.42              | Kō Inoue                            | Ikki Kajiwara                     |
| 075   | 青春最前線                                       | Seishun Saizensen                                                                | —                                                  | 1971.37              | 1971.40              | Norihiro Nakajima                   | —                                 |
| 076   | 荒野の少年イサム                                 | Kōya no Shōnen Isamu                                                             | —                                                  | 1971.38              | 1974.02              | Noboru Kawasaki                     | Sōji Yamakawa                     |
| 077   | 闇の戦士                                         | Yami no Senshi                                                                   | —                                                  | 1971.45              | 1972.07              | Kōtarō Komuro                       | —                                 |
| 078   | ずうずうしい奴                                   | Zūzūshī Yatsu                                                                    | —                                                  | 1971.49              | 1972.07              | Gorō Sakai                          | Renzaburō Shibata/Yūichi Sakahara |
| 079   | ヘッド!牙                                        | Head! Kiba                                                                       | —                                                  | 1971.52              | 1972.02              | Mikiya Mochizuki                    | —                                 |
| 079 c | んんん                                           | zzzzz                                                                            | 1972                                               | 1972.00              | 1972.00              | zzzzz                               | zzzzz                             |
| 080   | おれは竜                                         | Ore wa Ryū                                                                       | —                                                  | 1972.02              | 1972.10              | Yoshimoto Baron                     | —                                 |
| 081   | 連勝野郎                                         | Renshō yaro                                                                      | —                                                  | 1972.03・04          | 1972.11              | Mikio Yoshimori                     | —                                 |
| 082   | 武蔵                                             | Takekura                                                                         | —                                                  | 1972.05              | 1972.29              | Hiroshi Motomiya                    | —                                 |
| 083   | ホップステップ                                   | Hop step                                                                         | —                                                  | 1972.09              | 1973.03              | Yoshinori Takayama                  | —                                 |
| 084   | それいけジャンプでヤングおー!おー!               | Sore ike jump de young oh! Oh!                                                   | —                                                  | 1972.10              | 1974.30              | Nao Miyanobu                        | —                                 |
| 085   | ミステリオス                                     | Mysterious                                                                       | —                                                  | 1972.18              | 1972.38              | Kōtarō Komuro                       | —                                 |
| 086   | 少年の国                                         | Shōnen no kuni                                                                   | —                                                  | 1972.19              | 1972.50              | Gorō Sakai                          | Yūichi Sakahara                   |
| 087   | くそ坊主ガン鉄                                   | Kuso bōzu guntetsu                                                               | —                                                  | 1972.26              | 1972.36              | Kō Temu                             | Jirō Gyū                          |
| 088   | 悪仮面                                           | Aku kamen                                                                        | —                                                  | 1972.28              | 1972.30              | Kōtarō Takano                       | —                                 |
| 089   | ザ・キッカー                                     | The Kicker                                                                       | —                                                  | 1972.32              | 1972.38              | Mikiya Mochizuki                    | —                                 |
| 090   | アストロ球団                                     | Astro Kyūdan                                                                     | —                                                  | 1972.39              | 1976.26              | Norihiro Nakajima                   | Shirō Tōzaki                      |
| 091   | 燃えて走れ!                                      | Moete Hashire!                                                                   | —                                                  | 1972.40              | 1972.49              | Motoka Murakami                     | Kureo Iwagasaki                   |
| 092   | ぼくの動物園日記 上野動物園・西山登志雄半生記    | Boku no Dōbutsuen Nikki Ueno Dōbutsuen. Nishiyama Toshio Hanseiki                | —                                                  | 1972.41              | 1975.01              | Kōichi Īmori                        | Toshio Nishiyama                  |
| 093   | マジンガーZ                                      | Mazinger Z                                                                       | Mazinger Z                                         | 1972.42              | 1973.35              | Go Nagai                            | —                                 |
| 094   | スパイクNo.1                                     | Spike No. 1                                                                      | —                                                  | 1972.53              | 1973.12              | Takeru Mitsuaki                     | Goro Okatani                      |
| 094 c | んんん                                           | zzzzz                                                                            | 1973                                               | 1973.00              | 1973.00              | zzzzz                               | zzzzz                             |
| 095   | ドリーム仮面                                     | Dream Kamen                                                                      | —                                                  | 1973.02              | 1973.36              | Shigeru Nakamoto                    | —                                 |
| 096   | アウターレック                                   | Autā Rekku                                                                       | —                                                  | 1973.08              | 1973.27              | Kōtarō Komuro                       | —                                 |
| 097   | わが輩はノラ公                                   | Wa ga Tomo wa Noraki                                                             | —                                                  | 1973.14              | 1973.28              | Noriko Kikuchi                      | —                                 |
| 098   | 鬼っ子                                           | Kisshi                                                                           | —                                                  | 1973.24              | 1973.47              | Satoshi Ikezawa                     | —                                 |
| 099   | はだしのゲン                                     | Hadashi no Gen                                                                   | Gen d'Hiroshima                                    | 1973.25              | 1974.39              | Keiji Nakazawa                      | —                                 |
| 100   | クライムスイーパー                               | Climb Sweeper                                                                    | —                                                  | 1973.26              | 1973.40              | Gorō Sakai                          | Buronson                          |
| 101   | プレイボール                                     | Play Ball                                                                        | —                                                  | 1973.27              | 1978.31              | Akio Chiba                          | —                                 |
| 102   | 包丁人味平                                       | Hōchōnin Ajihei                                                                  | —                                                  | 1973.28              | 1977.45              | Jō Biggu                            | Jirō Gyū                          |
| 103   | 太陽の島                                         | Taiyō no Shima                                                                   | —                                                  | 1973.36              | 1973.45              | Kō Temu                             | Gensu Karatsu                     |
| 104   | 大ぼら一代                                       | Ōbora Ichidai                                                                    | —                                                  | 1973.37              | 1975.28              | Hiroshi Motomiya                    | —                                 |
| 105   | 灰になる少年                                     | Hai ni Naru Shōnen                                                               | —                                                  | 1973.39              | 1973.49              | George Akiyama                      | —                                 |
| 106   | 空の城                                           | Sora no Shiro                                                                    | —                                                  | 1973.46              | 1974.02              | Motoka Murakami                     | —                                 |
| 107   | 女だらけ                                         | Onna Darake                                                                      | —                                                  | 1973.47              | 1975.45              | Kimio Yanagisawa                    | —                                 |
| 107 c | んんん                                           | zzzzz                                                                            | 1974                                               | 1974.00              | 1974.00              | zzzzz                               | zzzzz                             |
| 108   | 風!花!龍!                                        | Kaze! Hana! Tatsu!                                                               | —                                                  | 1974.03              | 1974.31              | Satoshi Ikezawa                     | —                                 |
| 109   | ピンク!パンチ!雅                                 | Pink! Punch! Tadashi                                                             | —                                                  | 1974.04・05          | 1974.17              | Gorō Sakai                          | Buronson                          |
| 110   | どはずれ天下一                                   | Dohazure Tenkaichi                                                               | —                                                  | 1974.06・07          | 1974.35              | George Akiyama                      | —                                 |
| 111   | もえろ!弁天                                      | Moero! Benten                                                                    | —                                                  | 1974.32              | 1975.02              | Nao Miyanobu                        | —                                 |
| 112   | 妖怪ハンター                                     | Yokai Hunter                                                                     | —                                                  | 1974.37              | 1974.41,             | Daijirō Morohoshi                   | —                                 |
| 113   | スケ番あらし                                     | Sukeban Arashi                                                                   | —                                                  | 1974.39              | 1975.42              | Masami Kurumada                     | —                                 |
| 114   | ごろんぼ医者                                     | Goronbo Isha                                                                     | —                                                  | 1974.42              | 1974.51              | Yoshinori Takayama                  | —                                 |
| 115   | 炎の巨人                                         | Honō no Kyojin                                                                   | —                                                  | 1974.43              | 1975.47              | Ryōji Ryūzaki                       | Shirō Mitsue                      |
| 116   | 友だち学園                                       | Tomodachi Gakuen                                                                 | —                                                  | 1974.44              | 1974.48              | Saburō Ishikawa                     | —                                 |
| 116 c | んんん                                           | zzzzz                                                                            | 1975                                               | 1975.00              | 1975.00              | zzzzz                               | zzzzz                             |
| 117   | サーキットの狼                                   | Circuit no Ōkami                                                                 | —                                                  | 1975.01              | 1979.32              | Satoshi Ikezawa                     | —                                 |
| 118   | かわいいギャンブラー                             | Kawaī Gambler                                                                    | —                                                  | 1975.02              | 1975.40              | Kazuyoshi Katsuki                   | —                                 |
| 119   | 花も嵐も                                         | Hana Mo Arashi Mo                                                                | —                                                  | 1975.03・04          | 1975.38              | Noboru Kawasaki                     | Ikki Kajiwara                     |
| 120   | 虎のレーサー                                     | Tora no Racer                                                                    | —                                                  | 1975.21              | 1975.34              | Motoka Murakami                     | —                                 |
| 121   | 友情学園                                         | Yūjō gakuen                                                                      | —                                                  | 1975.35              | 1975.37              | Kontarō                             | —                                 |
| 122   | ドーベルマン刑事                                 | Doberman Detective                                                               | —                                                  | 1975.36              | 1979.48              | Shinji Hiramatsu                    | Buronson                          |
| 123   | 学園よろず屋                                     | Gakuen Yorozuya                                                                  | —                                                  | 1975.40              | 1976.03・04          | Yoshinori Takayama                  | —                                 |
| 124   | 江戸っ子辰ちゃん                                 | Edokko Tatsu-chan                                                                | —                                                  | 1975.41              | 1975.43              | Wataru Sakawa                       | —                                 |
| 125   | ゼロの白鷹                                       | Zero no Shirataka                                                                | —                                                  | 1975.42              | 1976.25              | Hiroshi Motomiya                    | —                                 |
| 126   | 1・2のアッホ!!                                   | 1•2 no Ahho!!                                                                    | —                                                  | 1975.43              | 1978.21              | Kontarō                             | —                                 |
| 126 c | んんん                                           | zzzzz                                                                            | 1976                                               | 1976.00              | 1976.00              | zzzzz                               | zzzzz                             |
| 127   | ブルーシティー                                   | Blue City                                                                        | —                                                  | 1976.02              | 1976.21              | Yukinobu Hoshino                    | —                                 |
| 128   | 温泉ボーイ                                       | Onsen Boy                                                                        | —                                                  | 1976.03・04          | 1976.20              | Kimio Yanagisawa                    | —                                 |
| 129   | 悪たれ巨人                                       | Akutare Kyojin                                                                   | —                                                  | 1976.05・06          | 1980.09              | Yoshihiro Takahashi                 | —                                 |
| 130   | サテライトの虹                                   | Satellite no Niji                                                                | —                                                  | 1976.07              | 1976.33              | Tadashi Katō                        | Kaoru Akimoto                     |
| 131   | 暗黒神話                                         | Ankoku Shinwa                                                                    | —                                                  | 1976.20              | 1976.25              | Daijirō Morohoshi                   | —                                 |
| 132   | プロレス対柔道                                   | ProWres tai Jūdō                                                                 | —                                                  | 1976.21              | 1976.26              | Ryōji Ryūzaki                       | Yasuo Sakurai                     |
| 133   | 保安官ジョー                                     | Hoankan Jō                                                                       | —                                                  | 1976.26              | 1976.37              | Eijiro Sawamoto                     | Toshiaki Matsushima               |
| 134   | 熱風の虎                                         | Neppu no Tora                                                                    | —                                                  | 1976.27              | 1977.09              | Motoka Murakami                     | —                                 |
| 135   | 東大一直線                                       | Tōdai Icchokusen                                                                 | —                                                  | 1976.28              | 1979.45              | Yoshinori Kobayashi                 | —                                 |
| 136   | べらんめえホームズ                               | Peranmē Holmes                                                                   | —                                                  | 1976.29              | 1976.43              | Yasumi Yoshizawa                    | —                                 |
| 137   | ボロンボ先生                                     | Boronbo-sensei                                                                   | —                                                  | 1976.30              | 1976.40              | Wataru Sakawa                       | —                                 |
| 138   | コンドルの翼                                     | Condor no Tsubasa                                                                | —                                                  | 1976.31              | 1976.45              | Norihiro Nakajima                   | —                                 |
| 139   | 四丁目の怪人くん                                 | Yon-chome no Kaijin-kun                                                          | —                                                  | 1976.34              | 1977.16              | Takeshi Matsutani                   | —                                 |
| 140   | 実録巨人軍物語                                   | Jitsuroku Kyojin-dai Monogatari                                                  | —                                                  | 1976.35              | 1976.52              | Ryōji Ryūzaki                       | Kensei Yoshida                    |
| 141   | 北斗の騎士                                       | Hokuto no Kishi                                                                  | —                                                  | 1976.41              | 1977.03              | Ippei Minami                        | Shirō Tōzaki                      |
| 142   | こちら葛飾区亀有公園前派出所                     | Kochira Katsushika-ku Kameari Kōen-mae Hashutsujo                                | —                                                  | 1976.42              | 2016.42              | Osamu Akimoto                       | —                                 |
| 142 c | んんん                                           | zzzzz                                                                            | 1977                                               | 1977.00              | 1977.00              | zzzzz                               | zzzzz                             |
| 143   | UFO 狩り                                         | U.F.O. Kari                                                                      | —                                                  | 1977.01              | 1977.04              | Tomoe Kimura                        | Kōsuke Mitsuki                    |
| 144   | リングにかけろ                                   | Ring ni Kakero                                                                   | —                                                  | 1977.02              | 1981.44              | Masami Kurumada                     | —                                 |
| 145   | 闇の逃亡医                                       | Yami no Tōbōi                                                                    | —                                                  | 1977.07              | 1977.30              | Tadashi Katō                        | Yoshinori Takayama                |
| 146   | 朝太郎伝                                         | Asatarō-den                                                                      | —                                                  | 1977.08              | 1979.15              | Norihiro Nakajima                   | —                                 |
| 147   | やっちん                                         | Yacchin                                                                          | —                                                  | 1977.15              | 1977.29              | Yasumi Yoshizawa                    | —                                 |
| 148   | JUMP民話劇場                                     | Jump Minwa Gekijō                                                                | —                                                  | 1977.16              | 1977.31              | Toshi Noma                          | Jizō Tanuki                       |
| 149   | ジャンボでごめんなすって                         | Jambo de Gomen Nasutte                                                           | —                                                  | 1977.21              | 1977.29              | Jin Inoue                           | —                                 |
| 150   | ホールインワン                                   | Hole in One                                                                      | —                                                  | 1977.23              | 1979.49              | Tatsuo Kanai                        | Takeji Kagami                     |
| 151   | 白い狩人                                         | Shiroi Kairyudo                                                                  | —                                                  | 1977.31              | 1977.41              | Masaharu Kojima                     | Shirō Tōzaki                      |
| 152   | ユーカリの木のもとで                             | Yūkari no Moku no Moto de                                                        | —                                                  | 1977.32              | 1977.42              | Keiji Nakazawa                      | —                                 |
| 153   | BIG1                                             | Big 1                                                                            | —                                                  | 1977.33              | 1977.52              | Masatoshi Suzuki                    | —                                 |
| 154   | 怪奇真夏の夜話                                   | Kaiki Manatsu no Yawa                                                            | —                                                  | 1977.35              | 1977.41              | Toshi Noma                          | —                                 |
| 155   | すすめ!!パイレーツ                               | Susume!! Pirates                                                                 | —                                                  | 1977.41              | 1980.46              | Hisashi Eguchi                      | —                                 |
| 156   | 巨人たちの伝説                                   | Kyojin-tachi no Densetsu                                                         | —                                                  | 1977.42              | 1977.48              | Yukinobu Hoshino                    | —                                 |
| 157   | 孔子暗黒伝                                       | Kōshi Ankoku Den                                                                 | —                                                  | 1977.50              | 1978.09              | Daijirō Morohoshi                   | —                                 |
| 157 c | んんん                                           | zzzzz                                                                            | 1978                                               | 1978.00              | 1978.00              | zzzzz                               | zzzzz                             |
| 158   | ピンボケ写太                                     | Pinboke Shata                                                                    | —                                                  | 1978.01              | 1978.29              | Jō Biggu                            | —                                 |
| 159   | 家族動物園                                       | Kazoku Dōbutsuen                                                                 | —                                                  | 1978.02              | 1978.13              | Kōichi Īmori                        | —                                 |
| 160   | さわやか万太郎                                   | Sawayaka Mantarō                                                                 | —                                                  | 1978.03・04          | 1979.39              | Hiroshi Motomiya                    | —                                 |
| 161   | 警察犬物語 警視庁・鑑識課雨野しげお奮闘記        | Keisatsuinu Monogatari Keishichō. Kanshikika Amano Shigeo Funtōki                | —                                                  | 1978.21              | 1979.41              | Saburō Ishikawa                     | Kōsuke Mitsuki                    |
| 162   | 怪艇ポセイドン                                   | Kaitei Poseidon                                                                  | —                                                  | 1978.22              | 1978.30              | Takeshi Matsutani                   | —                                 |
| 163   | カラテいのち                                     | Karate Inochi                                                                    | —                                                  | 1978.30              | 1978.44              | Takashi Nishioka                    | Hisao Maki                        |
| 164   | 命 MIKOTO                                        | Inochi Mikoto                                                                    | —                                                  | 1978.31              | 1978.41              | Kōtarō Komuro                       | —                                 |
| 165   | ロックンロールベースボール                       | Rock'n Roll Baseball                                                             | —                                                  | 1978.32              | 1978.42              | Kazuo Miyazaki                      | Seidō Takeshi                     |
| 166   | ルーズ!ルーズ!!                                  | Ruse! Ruse!!                                                                     | —                                                  | 1978.42              | 1979.09              | Kontarō                             | —                                 |
| 167   | 渡り教師                                         | Watari Kyōshi                                                                    | —                                                  | 1978.43              | 1979.02              | Kenichi Kotani                      | Yoshinori Takayama                |
| 168   | びくびくニャンコ                                 | Bikubiku Nyanko                                                                  | —                                                  | 1978.44              | 1979.01              | Kazuo Ōhei                          | —                                 |
| 169   | コブラ                                           | Cobra                                                                            | Cobra                                              | 1978.45              | 1984.48              | Buichi Terasawa                     | —                                 |
| 169 c | んんん                                           | zzzzz                                                                            | 1979                                               | 1979.00              | 1979.00              | zzzzz                               | zzzzz                             |
| 170   | スタジオHELP                                     | Studio Help                                                                      | —                                                  | 1979.03・04          | 1979.17              | Jō Biggu                            | —                                 |
| 171   | 野生のバイブル                                   | Yasei no Bible                                                                   | —                                                  | 1979.05              | 1979.18              | Masaharu Kojima                     | —                                 |
| 172   | 剛秀人青春日記 GO☆シュート                       | Gōshūjin Seishun Nikki Go☆Shoot                                                  | —                                                  | 1979.18              | 1980.20              | Takeshi Miya                        | —                                 |
| 173   | スカイイーグル                                   | Sky Eagle                                                                        | —                                                  | 1979.19              | 1979.30              | Yoshikazu Kawajima                  | Shirō Tōzaki                      |
| 174   | さすらい騎士道                                   | Sasurai Kishidō                                                                  | —                                                  | 1979.20              | 1979.31              | Norihiro Nakajima                   | —                                 |
| 175   | 私立極道高校                                     | Shiritsu Kiwamemichi Kōkō                                                        | —                                                  | 1979.21              | 1980.11              | Akira Miyashita                     | —                                 |
| 176   | キン肉マン                                       | Kinnikuman                                                                       | Muscleman                                          | 1979.22              | 1987.21              | Yudetamago                          | —                                 |
| 177   | テニスボーイ                                     | Tennis Boy                                                                       | —                                                  | 1979.31              | 1982.09              | Kenichi Kotani                      | Satoshi Terajima                  |
| 178   | 黒き鷹                                           | Kurokitaka                                                                       | —                                                  | 1979.33              | 1979.42              | Kontarō                             | —                                 |
| 179   | おはようミミちゃん                               | Ohayō Mimi-chan                                                                  | —                                                  | 1979.34              | 1979.36              | Tatsurō Harata                      | —                                 |
| 180   | あっぱれ一家                                     | Atsuhare Itsuka                                                                  | —                                                  | 1979.40              | 1979.42              | Hiroyuki Kobayashi                  | —                                 |
| 181   | ラジコン戦争                                     | Rajikon Sensō                                                                    | —                                                  | 1979.41              | 1980.09              | Yoshikazu Kawajima                  | James Takaki                      |
| 182   | 熱球水滸伝                                       | Netsukyū Suikoden                                                                | —                                                  | 1979.42              | 1979.52              | Norihiro Nakajima                   | —                                 |
| 183   | 真直がいく                                       | Massugu ga Iku                                                                   | —                                                  | 1979.43              | 1980.01              | Mushitarō Kabuto                    | —                                 |
| 184   | ふたりのダービー                                 | Futari no Dābī                                                                   | —                                                  | 1979.44              | 1980.18              | Tsukasa Tanaka                      | —                                 |
| 185   | 万年雪のみえる家                                 | Mannenyuki no Mieru Ie                                                           | —                                                  | 1979.46              | 1980.17              | Hiroshi Motomiya                    | —                                 |
| 185 c | んんん                                           | zzzzz                                                                            | 1980                                               | 1980.00              | 1980.00              | zzzzz                               | zzzzz                             |
| 186   | リッキー台風                                     | Rikki Typhoon                                                                    | —                                                  | 1980.01              | 1981.31              | Shinji Hiramatsu                    | —                                 |
| 187   | いずみちゃんグラフティー                         | Izumi-chan Graffiti                                                              | —                                                  | 1980.02              | 1980.40              | Tatsuo Kanai                        | —                                 |
| 188   | ダイヤモンドスター                               | Diamond Star                                                                     | —                                                  | 1980.03・04          | 1980.22              | Satoshi Ikezawa                     | —                                 |
| 189   | Dr.スランプ                                      | Dr Slump                                                                         | Dr Slump                                           | 1980.05・06          | 1984.39              | Akira Toriyama                      | —                                 |
| 190   | 男の旅立ち                                       | Otoko no Tabidachi                                                               | —                                                  | 1980.19              | 1981.18              | Yoshihiro Takahashi                 | —                                 |
| 191   | 出口兄弟奮戦記                                   | Deguchi Kyodai Funsenki                                                          | —                                                  | 1980.20              | 1980.32              | Katsuyuki Edamatsu                  | —                                 |
| 192   | ビッグガン                                       | Big gun                                                                          | —                                                  | 1980.21              | 1980.30              | Motoki Monma                        | Buronson                          |
| 193   | スーパー巨人                                     | Super Kyojin                                                                     | —                                                  | 1980.22              | 1980.39              | Tsukasa Tanaka                      | Isshō Kabuki                      |
| 194   | 山崎銀次郎                                       | Yamasaki Ginjiro                                                                 | —                                                  | 1980.23              | 1981.16              | Hiroshi Motomiya                    | —                                 |
| 195   | ワンマンアーミー                                 | One Man Army                                                                     | —                                                  | 1980.24              | 1980.33              | K-San Maekawa                       | —                                 |
| 196   | ショーアップ・ハイスクール                       | Showup high school                                                               | —                                                  | 1980.31              | 1980.41              | Hitoshi Tanimura                    | —                                 |
| 197   | ああ一郎                                         | Aa Ichiro                                                                        | —                                                  | 1980.32              | 1981.19              | Kōji Koseki                         | —                                 |
| 198   | マウンドの稲妻                                   | Mound no Inazuma                                                                 | —                                                  | 1980.33              | 1980.42              | Gossēji                             | —                                 |
| 199   | 暴走ハンター                                     | Bōsō Hunter                                                                      | —                                                  | 1980.34              | 1980.47              | Ryūji Tsugihara                     | Kazuhisa Kasai                    |
| 200   | 激!!極虎一家                                     | Geki! Kyoku Toraichika                                                           | —                                                  | 1980.35              | 1982.44              | Akira Miyashita                     | —                                 |
| 201   | 黄金のバンタム                                   | Ōgon no Bantam                                                                   | —                                                  | 1980.40              | 1981.02・03          | Norihiro Nakajima                   | Yoshinori Takayama                |
| 202   | 3年奇面組                                        | Sannen Kimengumi                                                                 | Sannen Kimengumi                                   | 1980.41              | 1982.17              | Motoei Shinzawa                     | —                                 |
| 203   | ぼくたちの戦線                                   | Boku-tachi no Sensen                                                             | —                                                  | 1980.42              | 1980.46              | Izumi Aburai                        | —                                 |
| 204   | ブンの青シュン!                                  | Bun no Ao Shun!                                                                  | —                                                  | 1980.43              | 1981.52              | Takeshi Miya                        | —                                 |
| 205   | マリオ                                           | Mario                                                                            | —                                                  | 1980.47              | 1981.08              | Yasuyuki Kitahara                   | Akira Nakahara                    |
| 205 c | んんん                                           | zzzzz                                                                            | 1981                                               | 1981.00              | 1981.00              | zzzzz                               | zzzzz                             |
| 206   | 熊元拳                                           | Kumamotoken                                                                      | —                                                  | 1981.04・05          | 1981.17              | Jin Nishima                         | —                                 |
| 207   | ひのまる劇場                                     | Hinomaru Gekijō                                                                  | —                                                  | 1981.06              | 1981.29              | Hisashi Eguchi                      | —                                 |
| 208   | フォーエバー神児くん                             | Forever Kamiko-kun                                                               | —                                                  | 1981.17              | 1981.46              | Katsuyuki Edamatsu                  | —                                 |
| 209   | キャプテン翼                                     | Captain Tsubasa                                                                  | Captain Tsubasa                                    | 1981.18              | 1988.22              | Yoichi Takahashi                    | —                                 |
| 210   | ファインプレー                                   | Fine Play                                                                        | —                                                  | 1981.19              | 1981.28              | Masato Yamaguchi                    | Geki Fujimori                     |
| 211   | 魔剣士                                           | Makenshi                                                                         | —                                                  | 1981.20              | 1981.32              | Motoki Monma                        | Sachio Umemoto                    |
| 212   | ロックンロール物語                               | Rock 'n Roll Monogatari                                                          | —                                                  | 1981.21              | 1981.30              | Ippei Minami                        | Makoto Nakahara                   |
| 213   | ガッツトライ                                     | Guts Try                                                                         | —                                                  | 1981.29              | 1981.38              | Tsukasa Tanaka                      | —                                 |
| 214   | スーパーポリス                                   | Super Police                                                                     | —                                                  | 1981.30              | 1981.40              | Hitoshi Tanimura                    | —                                 |
| 215   | 街道レーサーGO                                   | Kaidō Racer GO                                                                   | —                                                  | 1981.31              | 1981.53              | Satoshi Ikezawa                     | —                                 |
| 216   | シャカの息子                                     | Shaka no Musuko                                                                  | —                                                  | 1981.32              | 1981.50              | George Akiyama                      | —                                 |
| 217   | ギャルがライバル                                 | Gal ga Rival                                                                     | —                                                  | 1981.33              | 1982.18              | K-San Maekawa                       | —                                 |
| 218   | 青空フィッシング                                 | Aozora Fishing                                                                   | —                                                  | 1981.34              | 1982.24              | Yoshihiro Takahashi                 | Hiroichi Fuse                     |
| 219   | 甲子園の狼                                       | Kōshien no Ōkami                                                                 | —                                                  | 1981.36              | 1981.39              | Ryōji Ryūzaki                       | —                                 |
| 220   | キャッツ♥アイ                                    | Cat's♥Eye                                                                        | Cat's Eye                                          | 1981.40              | 1984.44              | Tsukasa Hōjō                        | —                                 |
| 221   | ストップ!! ひばりくん!                           | Stop! Hibari-kun                                                                 | Stop !! Hibari-kun !                               | 1981.45              | 1983.51              | Hisashi Eguchi                      | —                                 |
| 222   | ブラック・エンジェルズ                           | Black Angels                                                                     | —                                                  | 1981.46              | 1985.23              | Shinji Hiramatsu                    | —                                 |
| 223   | イカロスの拳                                     | Ikaros no Ken                                                                    | —                                                  | 1981.47              | 1982.05              | Keiji Natsume                       | —                                 |
| 224   | コマンダー0                                      | Commander 0                                                                      | —                                                  | 1981.53              | 1982.16              | Jun Tomizawa                        | —                                 |
| 224 c | んんん                                           | zzzzz                                                                            | 1982                                               | 1982.00              | 1982.00              | zzzzz                               | zzzzz                             |
| 225   | スクラム                                         | Scram                                                                            | —                                                  | 1982.01・02          | 1982.13              | Kōji Koseki                         | —                                 |
| 226   | ごめんください!! アリゲーター                    | Gomen Kudasai!! Alligator                                                        | —                                                  | 1982.01・02          | 1982.05              | Hiroshi Aro                         | —                                 |
| 227   | 風魔の小次郎                                     | Fuma no Kojirō                                                                   | —                                                  | 1982.03・04          | 1983.49              | Masami Kurumada                     | —                                 |
| 228   | キックオフ                                       | Kick Off                                                                         | —                                                  | 1982.05              | 1983.50              | Taku Chiba                          | —                                 |
| 229   | ハイスクール!奇面組                              | High School! Kimengumi                                                           | Kimengumi - Le Collège fou fou fou                 | 1982.18              | 1987.30              | Motoei Shinzawa                     | —                                 |
| 230   | THE ファイター                                   | The Fighter                                                                      | —                                                  | 1982.18              | 1982.31              | Toshio Taniue                       | —                                 |
| 231   | よろしく春一番                                   | Yoroshiku Haruichiban                                                            | —                                                  | 1982.19              | 1982.30              | Norihiro Nakajima                   | —                                 |
| 232   | コスモスエンド                                   | Cosmos End                                                                       | —                                                  | 1982.20              | 1982.32              | Tom Kasahara                        | —                                 |
| 233   | ウイニングショット                               | Wing Shot                                                                        | —                                                  | 1982.21              | 1982.43              | Kenichi Kotani                      | —                                 |
| 234   | おみそれ!トラぶりっ娘                            | Omisore! Toloburijō                                                              | —                                                  | 1982.26              | 1982.35              | Hiroshi Aro                         | —                                 |
| 235   | やぶれかぶれ                                     | Yabure Kabure                                                                    | —                                                  | 1982.31              | 1983.08              | Hiroshi Motomiya                    | —                                 |
| 236   | 野武がゆく                                       | Nobu ga Yuku                                                                     | —                                                  | 1982.32              | 1982.42              | Motoki Monma                        | —                                 |
| 237   | Jun                                              | Jun                                                                              | —                                                  | 1982.33              | 1982.42              | Hiromi Morishita                    | —                                 |
| 238   | 翔と大地                                         | Shō to Daichi                                                                    | —                                                  | 1982.34              | 1983.14              | Yoshihiro Takahashi                 | —                                 |
| 239   | 海の戦士                                         | Umi no Senshi                                                                    | —                                                  | 1982.43              | 1982.52              | Tetsuya Saruwatari                  | —                                 |
| 240   | よろしくメカドック                               | Yoroshiku Mechadoc                                                               | —                                                  | 1982.44              | 1985.13              | Ryūji Tsugihara                     | —                                 |
| 241   | 鉄のドンキホーテ                                 | Tetsu no Don Quixote                                                             | —                                                  | 1982.45              | 1983.03              | Tetsuo Hara                         | —                                 |
| 242   | 滅菌部隊                                         | Mekkin Butai                                                                     | —                                                  | 1982.46              | 1982.50              | Kiichiro Tomosu                     | —                                 |
| 243   | 破 砕帯をぬけ                                    | Hassaitai wo Nuke                                                                | —                                                  | 1982.51              | 1983.05・06          | Kazuhito Yumi                       | —                                 |
| 243 c | んんん                                           | zzzzz                                                                            | 1983                                               | 1983.00              | 1983.00              | zzzzz                               | zzzzz                             |
| 244   | スキャンドール                                   | Scandoll                                                                         | —                                                  | 1983.03              | 1983.39              | Kenichi Kotani                      | —                                 |
| 245   | 嗚呼!!毘沙門高校                                 | Aa! Bishamon Kōkō                                                                | —                                                  | 1983.04              | 1983.25              | Akira Miyashita                     | —                                 |
| 246   | ウイングマン                                     | Wingman                                                                          | Wingman                                            | 1983.05・06          | 1985.39              | Masakazu Katsura                    | —                                 |
| 247   | CAN☆ キャンえぶりでい                            | Can☆Can every day                                                                | —                                                  | 1983.15              | 1983.26,             | Hisuwashi                           | —                                 |
| 248   | マッドドッグ                                     | Mad Dog                                                                          | —                                                  | 1983.22              | 1983.31              | Kei Takazawa                        | Buronson                          |
| 249   | シェイプアップ乱                                 | Shape Up Ran                                                                     | —                                                  | 1983.26              | 1986.01・02          | Masaya Tokuhiro                     | —                                 |
| 250   | 天地を喰らう                                     | Tenchi wo Kurau                                                                  | —                                                  | 1983.27              | 1984.38              | Hiroshi Motomiya                    | —                                 |
| 251   | アルバトロス飛んだ                               | Albatross Tonda                                                                  | —                                                  | 1983.32              | 1983.42              | Motoki Monma                        | Akira Nakahara                    |
| 252   | 北斗の拳                                         | Hokuto no Ken                                                                    | Hokuto no Ken - Ken le survivant                   | 1983.41              | 1988.35              | Tetsuo Hara                         | Buronson                          |
| 253   | 魔少年ビーティー                                 | Mashōnen B.T.                                                                    | —                                                  | 1983.42              | 1983.51              | Hirohiko Araki                      | —                                 |
| 254   | あした天兵                                       | Ashita Tenpei                                                                    | —                                                  | 1983.43              | 1984.14              | Hideaki Hataji                      | Jūzō Yamasaki                     |
| 255   | 銀牙 -流れ星 銀-                                 | Ginga -Nagareboshi Gin-                                                          | —                                                  | 1983.50              | 1987.13              | Yoshihiro Takahashi                 | —                                 |
| 256   | 機械戦士ギルファー                               | Kikai Senshi Girufā                                                              | —                                                  | 1983.51              | 1984.13              | Kōji Maki                           | Motohiro Nishio                   |
| 257   | ボギー THE GREAT                                 | Bogī The Great                                                                   | —                                                  | 1983.52              | 1984.30              | Akira Miyashita                     | —                                 |
| 257 c | んんん                                           | zzzzz                                                                            | 1984                                               | 1984.00              | 1984.00              | zzzzz                               | zzzzz                             |
| 258   | Mr.ホワイティ                                    | Mr. Whitey                                                                       | —                                                  | 1984.14              | 1984.23              | Tetsuya Saruwatari                  | Ken Kitashiba                     |
| 259   | きまぐれオレンジ☆ロード                          | Kimagure Orange☆Road                                                             | Kimagure Orange Road                               | 1984.15              | 1987.42              | Izumi Matsumoto                     | —                                 |
| 260   | とっても少年探検隊                               | Tottemo Shōnen Kantenkai                                                         | —                                                  | 1984.20              | 1984.27              | Hiroshi Aro                         | —                                 |
| 261   | KID                                              | Kid                                                                              | —                                                  | 1984.22              | 1984.40              | Kenichi Kotani                      | —                                 |
| 262   | キラーBOY                                        | Killer Boy                                                                       | —                                                  | 1984.28              | 1984.43              | Masatori Usune                      | —                                 |
| 263   | 男坂                                             | Otokozaka                                                                        | —                                                  | 1984.32              | 1985.12              | Masami Kurumada                     | —                                 |
| 264   | 海人ゴンズイ                                     | Ama Gonzui                                                                       | —                                                  | 1984.40              | 1984.50              | George Akiyama                      | —                                 |
| 265   | ガクエン情報部H.I.P.                             | Gakuen Jōbōbu H.I.P.                                                             | —                                                  | 1984.44              | 1985.22              | Jun Tomizawa                        | —                                 |
| 266   | バオー来訪者                                     | Baō Raihōsha                                                                     | —                                                  | 1984.45              | 1985.11              | Hirohiko Araki                      | —                                 |
| 267   | ドラゴンボール                                   | Dragon Ball                                                                      | Dragon Ball                                        | 1984.51              | 1995.25              | Akira Toriyama                      | —                                 |
| 268   | ばくだん                                         | Bakudan                                                                          | —                                                  | 1984.52              | 1985.30              | Hiroshi Motomiya                    | —                                 |
| 268 c | んんん                                           | zzzzz                                                                            | 1985                                               | 1985.00              | 1985.00              | zzzzz                               | zzzzz                             |
| 269   | ミスターライオン                                 | Mister Lion                                                                      | —                                                  | 1985.12              | 1985.21              | Shinobu Ōnishi                      | —                                 |
| 270   | シティーハンター                                 | City Hunter                                                                      | City Hunter                                        | 1985.13              | 1991.50              | Tsukasa Hōjō                        | —                                 |
| 271   | ついでにとんちんかん                             | Tsuide ni Tonchinkan                                                             | —                                                  | 1985.14              | 1989.22              | Koichi Endo                         | —                                 |
| 272   | 魁!!男塾                                         | Sakigake!! Otokojuku                                                             | —                                                  | 1985.22              | 1991.35              | Akira Miyashita                     | —                                 |
| 273   | すもも                                           | Sumomo                                                                           | —                                                  | 1985.23              | 1985.32              | Shun Amanuma                        | —                                 |
| 274   | 飛ぶ教室                                         | Tobu Kyōshitsu                                                                   | —                                                  | 1985.24              | 1985.38              | Tsutomu Hiramatsu                   | —                                 |
| 275   | BLACK KNIGHT バット                              | Black Knight Bat                                                                 | —                                                  | 1985.31              | 1985.40              | Buichi Terasawa                     | —                                 |
| 276   | ジャストACE                                      | Just Ace                                                                         | —                                                  | 1985.32              | 1985.41              | Yasuki Inoue                        | —                                 |
| 277   | ウルフにKISS                                     | Wolf ni Kiss                                                                     | —                                                  | 1985.39              | 1985.51              | Kenichi Kotani                      | Hiro Terashima                    |
| 278   | ショーリ!!                                       | Surely!!                                                                         | —                                                  | 1985.40              | 1985.52              | Taku Chiba                          | —                                 |
| 279   | ロードランナー ROAD RUNNER                       | Road Runner                                                                      | —                                                  | 1985.41              | 1986.12              | Ryūji Tsugihara                     | —                                 |
| 280   | ラブ&ファイヤー                                  | Love and Fire                                                                    | —                                                  | 1985.51              | 1986.13              | Shinji Hiramatsu                    | —                                 |
| 281   | 超機動員ヴァンダー                               | Chōkidōin Vander                                                                 | —                                                  | 1985.52              | 1986.21              | Masakazu Katsura                    | —                                 |
| 281 c | んんん                                           | zzzzz                                                                            | 1986                                               | 1986.00              | 1986.00              | zzzzz                               | zzzzz                             |
| 282   | 聖闘士星矢                                       | Saint Seiya                                                                      | Saint Seiya - Les Chevaliers du Zodiaque           | 1986.01・02          | 1990.49              | Masami Kurumada                     | —                                 |
| 283   | うわさのBOY                                      | Uwasa no Boy                                                                     | —                                                  | 1986.03・04          | 1986.22              | Nonki Miyasu                        | —                                 |
| 284   | 赤龍王                                           | Sekiryūō                                                                         | —                                                  | 1986.13              | 1987.12,             | Hiroshi Motomiya                    | —                                 |
| 285   | アニマル拳士                                     | Animal Kenshi                                                                    | —                                                  | 1986.14              | 1986.23              | Shōichi Yagihashi                   | —                                 |
| 286   | ターヘルアナ富子                                 | Tāheruana Atsuko                                                                 | —                                                  | 1986.22              | 1986.36              | Masaya Tokuhiro                     | —                                 |
| 287   | はなったれBoogie                                 | Hanattare Boogie                                                                 | —                                                  | 1986.23              | 1986.31              | Makoto Isshiki                      | —                                 |
| 288   | メタルK                                          | Metal K                                                                          | —                                                  | 1986.24              | 1986.33              | Kōji Maki                           | —                                 |
| 289   | サスケ忍伝                                       | Sasuke Ninden                                                                    | —                                                  | 1986.32              | 1986.41              | Yoshihiro Kuroiwa                   | —                                 |
| 290   | 空のキャンバス                                   | Sora no Canvas                                                                   | —                                                  | 1986.33              | 1987.41              | Shinji Imaizumi                     | —                                 |
| 291   | ハッスル拳法つよし                               | Hustle Kenpō Tsuyoshi                                                            | —                                                  | 1986.37              | 1986.46              | Tsutomu Hiramatsu                   | —                                 |
| 292   | くおん…                                          | Kuon…                                                                            | —                                                  | 1986.42              | 1986.52              | Hiroyuki Kawashima                  | —                                 |
| 293   | 県立海空高校野球部員山下たろーくん               | Kenritsu Umisora Kōkō Yakyū Buin Yamashita Tarō-kun                              | —                                                  | 1986.44              | 1990.32              | Kōji Koseki                         | —                                 |
| 294   | キララ                                           | Kirara                                                                           | —                                                  | 1986.47              | 1987.11              | Shinji Hiramatsu                    | —                                 |
| 295   | アカテン教師梨本小鉄                             | Akaten Kyōshi Nashimoto Kotetsu                                                  | —                                                  | 1986.52              | 1987.31              | Keiichi Kasui                       | —                                 |
| 295 c | んんん                                           | zzzzz                                                                            | 1987                                               | 1987.00              | 1987.00              | zzzzz                               | zzzzz                             |
| 296   | ジョジョの奇妙な冒険                             | Jojo no Kimyō na Bōken                                                           | JoJo's Bizarre Adventure                           | 1987.01・02          | 1999.17              | Hirohiko Araki                      | —                                 |
| 297   | スタア爆発                                       | Star Bakuhatsu                                                                   | —                                                  | 1987.03・04          | 1987.22              | Hideaki Hataji                      | —                                 |
| 298   | PANKRA BOY                                       | Pankra Boy                                                                       | —                                                  | 1987.13              | 1987.23              | Jun Tomizawa                        | —                                 |
| 299   | 魔神竜バリオン                                   | Majinryū Barion                                                                  | —                                                  | 1987.22              | 1987.32              | Yoshihiro Kuroiwa                   | —                                 |
| 300   | 燃える!お兄さん                                  | Moeru! Onīsan                                                                    | —                                                  | 1987.23              | 1991.34              | Tadashi Satō                        | —                                 |
| 301   | ゴッドサイダー                                   | God Sider                                                                        | —                                                  | 1987.24              | 1988.51              | Kōji Maki                           | —                                 |
| 302   | 特別交通機動隊 SUPER PATROL                      | Tokubetsu Kōtsū Kidōtai Super Patrol                                             | —                                                  | 1987.32              | 1987.46              | Ryūji Tsugihara                     | —                                 |
| 303   | プレゼント・フロム LEMON                         | Present from Lemon                                                               | —                                                  | 1987.33              | 1987.51              | Masakazu Katsura                    | —                                 |
| 304   | ゆうれい小僧がやってきた!                        | Yūrei Kozō ga Yatte Kita!                                                        | —                                                  | 1987.34              | 1988.24              | Yudetamago                          | —                                 |
| 305   | THE MOMOTAROH                                    | The Momotarō                                                                     | —                                                  | 1987.42              | 1989.50              | Makoto Niwano                       | —                                 |
| 306   | ノーサイド                                       | No Side                                                                          | —                                                  | 1987.43              | 1988.01・02          | Taku Chiba                          | —                                 |
| 307   | おとぼけ茄子先生                                 | Otoboke Nako-sensei                                                              | —                                                  | 1987.44              | 1988.14              | Yutaka Takaki                       | —                                 |
| 308   | ハードラック                                     | Hard Luck                                                                        | —                                                  | 1987.52              | 1988.12              | Takashi Kisaki                      | —                                 |
| 308 c | んんん                                           | zzzzz                                                                            | 1988                                               | 1988.00              | 1988.00              | zzzzz                               | zzzzz                             |
| 309   | コスモスストライカー                             | Cosmos Striker                                                                   | —                                                  | 1988.01・02          | 1988.15              | Shingo Todate                       | Kenichi Tanaka                    |
| 310   | はるかかなた                                     | Haruka Kanata                                                                    | —                                                  | 1988.03・04          | 1988.23              | Ryō Watanabe                        | —                                 |
| 311   | BASTARD!! -暗黒の破壊神-                         | Bastard!! -Ankoku no Hakaishin-                                                  | Bastard!!                                          | 1988.14              | 1989.36,             | Kazushi Hagiwara                    | —                                 |
| 312   | ジャングルの王者ターちゃん                       | Jungle no Ōja Tar-chan ♡                                                         | —                                                  | 1988.15              | 1990.26              | Masaya Tokuhiro                     | —                                 |
| 313   | セコンド                                         | Second                                                                           | —                                                  | 1988.16              | 1988.21              | Yasuki Inoue                        | —                                 |
| 314   | 神様はサウスポー                                 | Kami-sama wa Southpaw                                                            | —                                                  | 1988.22              | 1990.31              | Shinji Imaizumi                     | —                                 |
| 315   | 変幻戦忍アスカ                                   | Hengen Sennin Asuka♡                                                             | —                                                  | 1988.23              | 1988.40              | Yoshihiro Kuroiwa                   | —                                 |
| 316   | 虹のランナー                                     | Niji no Runner                                                                   | —                                                  | 1988.24              | 1988.36              | Taku Chiba                          | —                                 |
| 317   | ろくでなしBLUES                                  | Rokudenashi Blues                                                                | Racaille Blues                                     | 1988.25              | 1997.10              | Masanori Morita                     | —                                 |
| 318   | -甲冑の戦士-雅武                                 | -Kachū no Senshi- Masatake                                                       | —                                                  | 1988.35              | 1988.50              | Yoshihiro Takahashi                 | —                                 |
| 319   | 舞って!セーラー服騎士                            | Matte! Sailor-fuku Kishi                                                         | —                                                  | 1988.36              | 1988.47              | Teruto Arika                        | —                                 |
| 320   | 翔の伝説                                         | Sho no Densetsu                                                                  | —                                                  | 1988.39              | 1989.13              | Yoichi Takahashi                    | —                                 |
| 321   | まじかる☆タルるートくん                          | Magical☆Tarurūto-kun                                                             | Talulu le magicien                                 | 1988.49              | 1992.40              | Tatsuya Egawa                       | —                                 |
| 322   | ボクはしたたか君                                 | Boku ga Shitakata-kun                                                            | —                                                  | 1988.50              | 1990.18              | Motoei Shinzawa                     | —                                 |
| 323   | 恐竜大紀行                                       | Kyōryū Daikikō                                                                   | —                                                  | 1988.51              | 1989.12              | Daimurō Kishi                       | —                                 |
| 324   | CYBERブルー                                      | Cyber Blue                                                                       | —                                                  | 1988.52              | 1989.32              | Tetsuo Hara                         | BOB Takaichi Mitsui               |
| 324 c | んんん                                           | zzzzz                                                                            | 1989                                               | 1989.00              | 1989.00              | zzzzz                               | zzzzz                             |
| 325   | スーパーマシンRUN                                | Super Machine Run                                                                | —                                                  | 1989.13              | 1989.23              | Ryō Watanabe                        | —                                 |
| 326   | THE EDGE ジ・エッジ                              | The Edge                                                                         | —                                                  | 1989.14              | 1989.29              | Katsuyasu Nagasawa                  | —                                 |
| 327   | CYBORGじいちゃんG                                | Cyborg Jīchan G                                                                  | —                                                  | 1989.22              | 1989.52              | Takeshi Obata                       | —                                 |
| 328   | 隼人18番勝負                                     | Hayato 18-ban Shōbu                                                              | —                                                  | 1989.23              | 1989.39              | Ryūji Tsugihara                     | —                                 |
| 329   | SCRAP三太夫                                      | Scrap Sandayū                                                                    | —                                                  | 1989.24              | 1989.40              | Yudetamago                          | —                                 |
| 330   | てんで性悪キューピッド                           | Ten de Shōwaru Cupid                                                             | —                                                  | 1989.32              | 1990.13              | Yoshihiro Togashi                   | —                                 |
| 331   | カメレオンジェイル                               | Chameleon Jail                                                                   | —                                                  | 1989.33              | 1989.44              | Takehiko Nariai                     | Kazuhiko Watanabe                 |
| 332   | 剣客 渋井柿之介                                  | Kenkaku Shibui Kakinosuke                                                        | —                                                  | 1989.37              | 1989.47              | Yutaka Takahashi                    | —                                 |
| 333   | ザ・グリーンアイズ                               | The Green Eyes                                                                   | —                                                  | 1989.40              | 1990.10              | Kōji Maki                           | —                                 |
| 334   | とびっきり!                                      | Tobikkiri!                                                                       | —                                                  | 1989.41              | 1990.23              | Takashi Kisaki                      | —                                 |
| 335   | DRAGON QUEST -ダイの大冒険-                      | Dragon Quest -Dai no Daibōken-                                                   | Dragon Quest : La Quête de Daï                     | 1989.45              | 1996.52              | Kōji Inada                          | Riku Sanjo/Yūji Horī              |
| 336   | 電影少女                                         | Den'ei Shōjo                                                                     | Video Girl Ai                                      | 1989.51              | 1992.31              | Masakazu Katsura                    | —                                 |
| 337   | AT Lady!                                         | AT Lady!                                                                         | —                                                  | 1989.52              | 1990.11              | Takeshi Okano                       | —                                 |
| 337 c | んんん                                           | zzzzz                                                                            | 1990                                               | 1990.00              | 1990.00              | zzzzz                               | zzzzz                             |
| 338   | エース!                                          | Ace!                                                                             | —                                                  | 1990.01・02          | 1991.26              | Yoichi Takahashi                    | —                                 |
| 339   | 花の慶次                                         | Hana no Keiji -Kumo no Kanata ni-                                                | —                                                  | 1990.13              | 1993.33              | Tetsuo Hara                         | Keīchiro Ryū                      |
| 340   | ひかる!チャチャチャ!!                            | Hikaru! Chachacha!!                                                              | —                                                  | 1990.14              | 1991.25              | Kenji Minomo                        | —                                 |
| 341   | 酒呑☆ドージ                                      | Sakenomi☆Dōji                                                                    | —                                                  | 1990.15              | 1990.30              | Haruto Umezawa                      | —                                 |
| 342   | クライシスダイバー                               | Crisis Diver                                                                     | —                                                  | 1990.26              | 1990.37              | Kō Nimaiya                          | Shingo Todate                     |
| 343   | ジャングルの王者ターちゃ ん                      | Shin Jungle no Ōja Tar-chan♡                                                     | —                                                  | 1990.27              | 1995.18              | Masaya Tokuhiro                     | —                                 |
| 344   | GP BOY                                           | GP Boy                                                                           | —                                                  | 1990.31              | 1990.47              | Hirohisa Onikubo                    | Kunihiko Akai                     |
| 345   | 不思議ハンター                                   | Fushigi Hunter                                                                   | —                                                  | 1990.32              | 1990.48              | Yoshihiro Kuroiwa                   | Yukihiro Izuka                    |
| 346   | 蹴撃手マモル                                     | Kickboxer Mamoru                                                                 | —                                                  | 1990.33              | 1991.13              | Yudetamago                          | —                                 |
| 347   | METAL FINISH                                     | Metal Finish                                                                     | —                                                  | 1990.41              | 1991.01・02          | Nobutoshi Ejinara                   | Masaru Miyazaki                   |
| 348   | SLAM DUNK                                        | Slam Dunk                                                                        | Slam Dunk                                          | 1990.42              | 1996.27              | Takehiko Inoue                      | —                                 |
| 349   | 珍遊記 -太郎とゆかいな仲間たち-                  | Chinyūki -Tarō to Yukai na Nakama-tachi-                                         | —                                                  | 1990.49              | 1992.13              | Man☆gataro                          | —                                 |
| 350   | てんぎゃん -南 方熊楠伝-                         | Dengyan -Nanpō Kumagusu-den-                                                     | —                                                  | 1990.50              | 1991.10              | Daimurō Kishi                       | —                                 |
| 351   | 幽☆遊☆白書                                       | Yū☆Yū☆Hakushō                                                                    | Yuyu Hakusho                                       | 1990.51              | 1994.32              | Yoshihiro Togashi                   | —                                 |
| 351 c | んんん                                           | zzzzz                                                                            | 1991                                               | 1991.00              | 1991.00              | zzzzz                               | zzzzz                             |
| 352   | 超機動暴発蹴球野郎 リベロの武田                  | Chokidō Bōhatsu Shūkyū Yarō Riboro no Takeda                                     | —                                                  | 1991.13              | 1992.50              | Makoto Niwano                       | —                                 |
| 353   | アウターゾーン                                   | Outer Zone                                                                       | —                                                  | 1991.14              | 1994.15              | Shin Mitsuhara                      | —                                 |
| 354   | ペナントレース やまだたいちの奇蹟                | Pennant Race: Yamada Taīchi no Kiseki                                            | —                                                  | 1991.25              | 1994.03・04          | Kōji Koseki                         | —                                 |
| 355   | タイムウォーカー零                               | Time Walker Rei                                                                  | —                                                  | 1991.26              | 1991.48              | Yūki Hidaka                         | —                                 |
| 356   | ドン・ボルガン -聖 なる男の伝説-                 | Don Vulcan -Seinaru Otoko no Densetsu-                                           | —                                                  | 1991.27              | 1991.38              | Ryūji Tsugihara                     | —                                 |
| 357   | Fの閃光 -ア イルトン・セナの挑戦-                | F no Senkō -Ayrton Senna no Chōsen-                                              | —                                                  | 1991.35              | 1991.51              | Katsuyasu Nagasawa Hirohisa Onikubo | Kōyū Nishimura                    |
| 358   | 天より高く!                                      | Ten Yori Takaku!                                                                 | —                                                  | 1991.40              | 1992.08              | Yūko Asami                          | —                                 |
| 359   | 天外君の華麗なる悩み                             | Tengai-kun no Kareinaru Nayami                                                   | —                                                  | 1991.41              | 1992.06              | Makura Shō                          | —                                 |
| 360   | 天然色男児BURAY                                  | Tennenshoku Danji Buray                                                          | —                                                  | 1991.50              | 1992.12              | Kazuki Takahashi                    | —                                 |
| 361   | 魔神冒険譚 ランプ・ランプ                        | Majin Bōkentan Lamp Lamp                                                         | —                                                  | 1991.52              | 1992.25              | Takeshi Obata                       | Fujinobu Izumi                    |
| 361 c | んんん                                           | zzzzz                                                                            | 1992                                               | 1992.00              | 1992.00              | zzzzz                               | zzzzz                             |
| 362   | チェンジUP!!                                     | Change Up!!                                                                      | —                                                  | 1992.12              | 1992.33              | Shinji Imaizumi                     | —                                 |
| 363   | モンモンモン                                     | Monmonmon                                                                        | —                                                  | 1992.13              | 1993.50              | Tsunomaru                           | —                                 |
| 364   | 柳生烈風剣連也                                   | Yagyū Reppuken Ren'ya                                                            | —                                                  | 1992.14              | 1992.24              | Takashi Noguchi                     | —                                 |
| 365   | 爆発!宇宙クマさんタータ・ベア&菊千代くん         | Bakuhatsu! Uchū Kuma-san Tāta Bear & Kikuchiyo-kun                               | —                                                  | 1992.18              | 1992.39              | Tadashi Satō                        | —                                 |
| 366   | 瑪羅門の家族                                     | Rashomon no Kazoku                                                               | —                                                  | 1992.25              | 1993.12              | Akira Miyashita                     | —                                 |
| 367   | HARELUYA                                         | Hareluya                                                                         | —                                                  | 1992.26              | 1992.35              | Haruto Umezawa                      | —                                 |
| 368   | ボンボン坂高校演劇部                             | Bonbonzaka High Drama Club                                                       | —                                                  | 1992.34              | 1995.30              | Yutaka Takahashi                    | —                                 |
| 369   | SILENT KNIGHT翔                                  | Silent Knight Shō                                                                | —                                                  | 1992.35              | 1992.48              | Masami Kurumada                     | —                                 |
| 370   | 大相撲刑事                                       | Ōzumo Keiji                                                                      | —                                                  | 1992.40              | 1992.49              | Tarō Gachon                         | —                                 |
| 371   | CHIBI                                            | Chibi                                                                            | —                                                  | 1992.41              | 1993.45              | Yoichi Takahashi                    | —                                 |
| 372   | 究極!!変態仮面                                   | Kyūkyoku!! Hentai Kamen                                                          | —                                                  | 1992.42              | 1993.46              | Keishū Ando                         | —                                 |
| 373   | BØY                                              | Boy                                                                              | —                                                  | 1992.50              | 1999.09              | Haruto Umezawa                      | —                                 |
| 374   | PSYCHO＋                                         | Psycho+                                                                          | —                                                  | 1992.51              | 1993.11              | Ryu Fujisaki                        | —                                 |
| 375   | 力人伝説 -鬼 を継ぐ者-                           | Rikito Densetsu -Oni wo Tsugu Mono-                                              | —                                                  | 1992.52              | 1993.23              | Takeshi Obata                       | Masaru Miyazaki                   |
| 375 c | んんん                                           | zzzzz                                                                            | 1993                                               | 1993.00              | 1993.00              | zzzzz                               | zzzzz                             |
| 376   | ファイアスノーの風                               | Fire-Snow no Kaze                                                                | —                                                  | 1993.13              | 1993.24              | Hideaki Matsune                     | —                                 |
| 377   | 原色超人PAINTMAN                                 | Genshoku Chōjin Paintman                                                         | —                                                  | 1993.14              | 1993.25              | Fumihiko Ōta                        | —                                 |
| 378   | VICE -ヴァ イス-                                 | Vice                                                                             | —                                                  | 1993.25              | 1993.34              | Yoshihiro Yanagawa                  | —                                 |
| 379   | NINKU -忍空-                                     | Ninku                                                                            | Ninku                                              | 1993.26              | 1995.38              | Koji Kiriyama                       | —                                 |
| 380   | こもれ陽の下で…                                  | Komorebi no Shita de…                                                            | —                                                  | 1993.31              | 1994.05・06          | Tsukasa Hōjō                        | —                                 |
| 381   | とっても!ラッキーマン                            | Tottemo! Luckyman                                                                | —                                                  | 1993.35              | 1997.30              | Hiroshi Gamō                        | —                                 |
| 382   | D・N・A² 〜何処かで失くしたあいつのアイツ〜      | D·N·A2 ~Dokokade Nakushita Aitsuno Aitsu~                                        | DNA2                                               | 1993.36・37          | 1994.29              | Masakazu Katsura                    | —                                 |
| 383   | 地獄先生ぬ〜べ〜                                 | Jigoku Sensei Nūbē                                                               | —                                                  | 1993.38              | 1999.24              | Takeshi Okano                       | Makura Shō                        |
| 384   | ニューラル ネットワーク ミリンダ♡ファイト        | Neural Network Melinda♡Fight                                                     | —                                                  | 1993.47              | 1994.07              | Tadashi Satō                        | —                                 |
| 385   | 超弩級戦士ジャスティス                           | Chōdokyū Senshi Justice                                                          | —                                                  | 1993.48              | 1994.11              | Kazutoshi Yamane                    | —                                 |
| 385 c | んんん                                           | zzzzz                                                                            | 1994                                               | 1994.00              | 1994.00              | zzzzz                               | zzzzz                             |
| 386   | 暗闇をぶっとばせ!                                | Kurayami wo Buttobase!                                                           | —                                                  | 1994.02              | 1994.16              | Shinji Imaizumi                     | Hiroyuki Miyazaki                 |
| 387   | BOMBER GIRL                                      | Bomber Girl                                                                      | —                                                  | 1994.07              | 1994.17              | Makoto Niwano                       | —                                 |
| 388   | 翠山ポリスギャング                               | Suizan Police Gang                                                               | —                                                  | 1994.08              | 1994.28              | Shinobu Kaitani                     | —                                 |
| 389   | 地獄戦士魔王                                     | Jigoku Senshi Maō                                                                | —                                                  | 1994.09              | 1994.38              | Makoto Karibe                       | —                                 |
| 390   | 影武者徳川家康                                   | Kagemusha Tokugawa Ieyasu                                                        | —                                                  | 1994.12              | 1995.13              | Tetsuo Hara                         | Keīchiro Ryū Sho Aikawa           |
| 391   | 王様はロバ〜はったり帝国 の逆襲〜                | Ōsama wa Roba ~Hattari Teikoku no Gyakushū~                                      | —                                                  | 1994.17              | 1996.52              | Kokichi Naniwa                      | —                                 |
| 392   | キャプテン翼 -ワー ルドユース編-                 | Captain Tsubasa -World Youth Hen-                                                | Captain Tsubasa - World Youth                      | 1994.18              | 1997.37・38          | Yoichi Takahashi                    | —                                 |
| 393   | るろうに剣心 -明治剣客浪漫譚-                    | Rurōni Kenshin -Meiji Kenkaku Romantic-                                          | Kenshin le vagabond                                | 1994.19              | 1999.43              | Nobuhiro Watsuki                    | —                                 |
| 394   | まんゆうき 〜ばばあとあわれなげぼくたち〜        | Manyūki ~Babā to Awarenage Boku-tachi~                                           | —                                                  | 1994.29              | 1994.50              | Man☆gataro                          | —                                 |
| 395   | 不可思議堂奇譚                                   | Fushigi Dōkitan                                                                  | —                                                  | 1994.30              | 1994.39              | Koichi Endo                         | —                                 |
| 396   | うるとら★イレブン                                | Urutora★Eleven                                                                   | —                                                  | 1994.31              | 1994.41              | Tenya Gano                          | Tetsuya Watanabe                  |
| 397   | 奴の名はMARIA                                    | Yatsu no nawa Maria                                                              | —                                                  | 1994.40              | 1994.48              | Munenori Michimoto                  | —                                 |
| 398   | 東京犯罪物語 -菩 薩と不動-                       | Tōkyō Hanzai Monogatari -Bosatsu to Fudō-                                        | —                                                  | 1994.41              | 1994.49              | Ryūji Tsugihara                     | Makoto Iwasaki                    |
| 399   | BAKUDAN                                          | Bakudan                                                                          | —                                                  | 1994.42              | 1995.08              | Akira Miyashita                     | —                                 |
| 400   | RASH!!                                           | Rash!!                                                                           | Rash!!                                             | 1994.43              | 1995.09              | Tsukasa Hōjō                        | —                                 |
| 401   | みどりのマキバオー                               | Midori no Makibao                                                                | —                                                  | 1994.50              | 1998.09              | Tsunomaru                           | —                                 |
| 402   | MIND ASSASSIN                                    | Mind Assassin                                                                    | —                                                  | 1994.52              | 1995.29              | Hajime Kazu                         | —                                 |
| 402 c | んんん                                           | zzzzz                                                                            | 1995                                               | 1995.00              | 1995.00              | zzzzz                               | zzzzz                             |
| 403   | 密・リターンズ!                                  | Hisoka♥Returns!                                                                  | —                                                  | 1995.10              | 1996.19              | Ken Yagami                          | —                                 |
| 404   | 陣内流柔術武闘伝 真島クンすっとばす!!            | Jinnai Ryūjujutsu Butōden Majima-kun Suttobasu!!                                 | —                                                  | 1995.11              | 1998.08              | Makoto Niwano                       | —                                 |
| 405   | 元気やでっ                                       | Genki Yade                                                                       | —                                                  | 1995.14              | 1995.24              | Junji Yamamoto                      | Mamoru Tsuchiya Ryūji Tsugihara   |
| 406   | 猛き龍星                                         | Takiryū Hoshi                                                                    | —                                                  | 1995.21・22          | 1995.48              | Tetsuo Hara                         | —                                 |
| 407   | 人形草紙あやつり左近                             | Karakurizoshi Ayatsuri Sakon                                                     | Sakon le Ventriloque                               | 1995.23              | 1996.01              | Takeshi Obata                       | Sharaku Marō                      |
| 408   | 竜童のシグ                                       | Ryūdō no Sieg                                                                    | —                                                  | 1995.24              | 1995.36・37          | Takashi Noguchi                     | —                                 |
| 409   | SHADOW LADY                                      | Shadow Lady                                                                      | Shadow Lady                                        | 1995.31              | 1996.02              | Masakazu Katsura                    | —                                 |
| 410   | モートゥル・コマンドーGUY                        | Mōtōru Commando Guy                                                              | —                                                  | 1995.32              | 1995.44              | Shin'ichi Sakamoto                  | —                                 |
| 411   | 惑星をつぐ者                                     | Hoshi wo Tsugu Mono                                                              | —                                                  | 1995.41              | 1995.49              | Takanobu Toda                       | —                                 |
| 412   | レベルE                                          | Level E                                                                          | Level E                                            | 1995.42              | 1997.03・04          | Yoshihiro Togashi                   | —                                 |
| 413   | 水のともだちカッパーマン                         | Mizu no Tomodachi Kappaman                                                       | —                                                  | 1995.45              | 1996.30              | Masaya Tokuhiro                     | —                                 |
| 414   | かおす寒鰤屋                                     | Kaosu Kansōya                                                                    | —                                                  | 1995.51              | 1996.09              | Ton Ōkawara                         | —                                 |
| 415   | セクシーコマンドー外伝 すごいよ!!マサルさん      | Sexy Commando Gaiden: Sugoiyo! Masaru-san                                        | —                                                  | 1995.52              | 1997.40              | Kyosuke Usuta                       | —                                 |
| 415 c | んんん                                           | zzzzz                                                                            | 1996                                               | 1996.00              | 1996.00              | zzzzz                               | zzzzz                             |
| 416   | WILD HALF                                        | Wild Half                                                                        | —                                                  | 1996.03・04          | 1998.52              | Yūko Asami                          | —                                 |
| 417   | 鬼が来たりて                                     | Oni ga Kitarite                                                                  | —                                                  | 1996.05・06          | 1996.18              | Gin Shinga                          | —                                 |
| 418   | 幕張                                             | Makuhari                                                                         | —                                                  | 1996.11              | 1997.49              | Yasuaki Kita                        | —                                 |
| 419   | 神光援団紳士録                                   | Jinkōen-dan Shinshiroku                                                          | —                                                  | 1996.12              | 1996.29              | Yasuteru Iwada                      | —                                 |
| 420   | ダイヤモンド                                     | Diamond                                                                          | —                                                  | 1996.21              | 1996.39              | Yoshihiro Yanagawa                  | —                                 |
| 421   | K.O.マサトメ                                     | K.O. Masatome                                                                    | —                                                  | 1996.22・23          | 1996.40              | Shinnosuke Enda                     | —                                 |
| 422   | 封神演義                                         | Hōshin Engi                                                                      | Hoshin, l'Investiture des Dieux                    | 1996.28              | 2000.47              | Ryu Fujisaki                        | —                                 |
| 423   | ドルヒラ                                         | Doruhira                                                                         | —                                                  | 1996.32              | 1996.46              | Yukihiro Inoue                      | —                                 |
| 424   | 心理捜査官 草薙葵                                | Shinri Sōsakan Kusagiki                                                          | —                                                  | 1996.33              | 1997.05・06          | Kaoru Tsugishima                    | Keiichirō Nakamaru Mori Takashimi |
| 425   | 遊☆戯☆王                                         | Yū☆Gi☆Ō                                                                          | Yu-Gi-Oh!                                          | 1996.42              | 2004.15              | Kazuki Takahashi                    | —                                 |
| 426   | 魔女娘ViVian                                     | Majojō ViVian                                                                    | —                                                  | 1996.49              | 1997.43              | Yutaka Takahashi                    | —                                 |
| 427   | BE TAKUTO!! ～野蛮なれ～                         | Be Takuto!! ~Yaban Nare~                                                         | —                                                  | 1996.50              | 1997.19              | Takashi Noguchi                     | —                                 |
| 427 c | んんん                                           | zzzzz                                                                            | 1997                                               | 1997.00              | 1997.00              | zzzzz                               | zzzzz                             |
| 428   | BASTARD!! -暗黒の破壊神-                         | Bastard!! -Ankoku no Hakaishin- Haitoku no okite hen                             | Bastard!! Arc de la Loi corrompue                  | 1997.05・06          | 2000.36・37,         | Kazushi Hagiwara                    | —                                 |
| 429   | 私のカエル様                                     | Watashi no Kaeru-sama                                                            | —                                                  | 1997.10              | 1997.22・23          | Yūki Kawashima                      | —                                 |
| 430   | 花さか天使テンテンくん                           | Hanasaka tenshi Tenten-kun                                                       | —                                                  | 1997.11              | 2000.30              | Kazumata Oguri                      | —                                 |
| 431   | 仏ゾーン                                         | Butsu zone                                                                       | Butsu Zone                                         | 1997.12              | 1997.31              | Hiroyuki Takei                      | —                                 |
| 432   | I"s                                              | I"s                                                                              | I"s                                                | 1997.19              | 2000.24              | Masakazu Katsura                    | —                                 |
| 433   | Wrestling with もも子                            | Wrestling with Momoko                                                            | —                                                  | 1997.20              | 1997.39              | Masaya Tokuhiro                     | —                                 |
| 434   | Merry Wind                                       | Merry wind                                                                       | —                                                  | 1997.21              | 1997.32              | Junji Yamamoto                      | —                                 |
| 435   | JOKER                                            | Joker                                                                            | —                                                  | 1997.32              | 1997.47              | Kazutoshi Yamane                    | —                                 |
| 436   | 世紀末リーダー伝たけし!                          | Seikimatsu leader-den Takeshi!                                                   | —                                                  | 1997.33              | 2002.37・38          | Mitsutoshi Shimabukuro              | —                                 |
| 437   | ONE PIECE                                        | One Piece                                                                        | One Piece                                          | 1997.34              | —                    | Eiichiro Oda                        | —                                 |
| 438   | COOL - RENTAL BODY GUARD -                       | Cool -Rental body guard-                                                         | —                                                  | 1997.40              | 1998.07              | Takeshi Konomi                      | —                                 |
| 439   | きりん 〜The Last Unicorn〜                      | Kirin ~The last unicorn~                                                         | —                                                  | 1997.41              | 1998.10              | Ken Yagami                          | —                                 |
| 440   | COWA!                                            | Cowa!                                                                            | Cowa!                                              | 1997.48              | 1998.15              | Akira Toriyama                      | —                                 |
| 441   | 明稜帝 梧桐勢十郎                                | Meiryotei gotoseijuro                                                            | —                                                  | 1997.52              | 1999.52・53          | Hajime Kazu                         | —                                 |
| 441 c | んんん                                           | zzzzz                                                                            | 1998                                               | 1998.00              | 1998.00              | zzzzz                               | zzzzz                             |
| 442   | 画-ROW                                           | Ei-Row                                                                           | —                                                  | 1998.01              | 1998.11              | Shōji Mizumoto                      | —                                 |
| 443   | ROOKIES                                          | Rookies                                                                          | Rookies                                            | 1998.10              | 2003.39              | Masanori Morita                     | —                                 |
| 444   | 少年探偵Q                                        | Shōnen tantei Q                                                                  | —                                                  | 1998.11              | 1998.26              | Gin Shinga                          | Enjin                             |
| 445   | 河童レボリューション                             | Kappa revolution                                                                 | —                                                  | 1998.12              | 1998.32              | Ishitori Yoshiyamate                | —                                 |
| 446   | ホイッスル!                                      | Whistle!                                                                         | Whistle!                                           | 1998.13              | 2002.45              | Daisuke Higuchi                     | —                                 |
| 447   | HUNTER×HUNTER                                    | Hunter × Hunter                                                                  | Hunter × Hunter                                    | 1998.14              | —                    | Yoshihiro Togashi                   | —                                 |
| 448   | シャーマンキング                                 | Shaman King                                                                      | Shaman King                                        | 1998.31              | 2004.40,             | Hiroyuki Takei                      | —                                 |
| 449   | カジカ                                           | Kajika                                                                           | Kajika                                             | 1998.32              | 1998.44              | Akira Toriyama                      | —                                 |
| 450   | Base Boys                                        | Base Boys                                                                        | —                                                  | 1998.33              | 1998.51              | Makoto Niwano                       | —                                 |
| 451   | 僕は少年探偵ダン♪♪                               | Boku wa shōnen tantei dan♪♪                                                      | —                                                  | 1998.43              | 1999.11              | Hiroshi Gamō                        | —                                 |
| 452   | ライジングインパクト                             | Rising impact                                                                    | —                                                  | 1998.52              | 2002.12              | Nakaba Suzuki                       | —                                 |
| 452 c | んんん                                           | zzzzz                                                                            | 1999                                               | 1999.00              | 1999.00              | zzzzz                               | zzzzz                             |
| 453   | 身海魚 -SHINKAIGYO-                              | Shinkaigyo                                                                       | —                                                  | 1999.01              | 1999.12              | Kanako Tanaka                       | —                                 |
| 454   | ヒカルの碁                                       | Hikaru no go                                                                     | Hikaru no go                                       | 1999.02・03          | 2003.22・23          | Takeshi Obata                       | Yumi Hotta/Yukari Umezawa         |
| 455   | 邪馬台幻想記                                     | Yamato Gensōki                                                                   | —                                                  | 1999.12              | 1999.29              | Kentaro Yabuki                      | —                                 |
| 456   | -蹴球伝-フィールドの狼 FW陣!                     | Shūkyū-den: Field no Ōkami FW Jin                                                | —                                                  | 1999.13              | 1999.30              | Yoichi Takahashi                    | —                                 |
| 457   | 大好王 -ダイスキング-                            | Daisuō -Dice King-                                                               | —                                                  | 1999.14              | 1999.31              | Munenori Michimoto                  | —                                 |
| 458   | 武士沢レシーブ                                   | Bushizawa Receive                                                                | —                                                  | 1999.18              | 1999.40              | Kyosuke Usuta                       | —                                 |
| 459   | マッハヘッド                                     | Mahhaheddo                                                                       | —                                                  | 1999.19              | 1999.32              | Hidebu Takahashi                    | —                                 |
| 460   | サバイビー                                       | Survibee                                                                         | —                                                  | 1999.31              | 1999.51              | Tsunomaru                           | —                                 |
| 461   | テニスの王子様                                   | Tennis no Ōji-Sama                                                               | Prince du tennis                                   | 1999.32              | 2008.14              | Takeshi Konomi                      | —                                 |
| 462   | CHILDRAGON                                       | Childragon                                                                       | —                                                  | 1999.33              | 1999.45              | Naoki Azuma                         | —                                 |
| 463   | ZOMBIEPOWDER.                                    | Zombiepowder.                                                                    | —                                                  | 1999.34              | 2000.11              | Tite Kubo                           | —                                 |
| 464   | NARUTO -ナルト-                                  | Naruto                                                                           | Naruto                                             | 1999.43              | 2014.50              | Masashi Kishimoto                   | —                                 |
| 465   | Romancers                                        | Romancers                                                                        | —                                                  | 1999.44              | 2000.12              | Yūko Asami                          | —                                 |
| 465 c | んんん                                           | zzzzz                                                                            | 2000                                               | 2000.00              | 2000.00              | zzzzz                               | zzzzz                             |
| 466   | ストーンオーシャン                               | Stone Ocean                                                                      | JoJo's Bizarre Adventure partie 6 : Stone Ocean    | 2000.01              | 2003.19              | Hirohiko Araki                      | —                                 |
| 467   | 無頼男 -ブレーメン-                              | Bremen                                                                           | Bremen                                             | 2000.02              | 2001.41              | Haruto Umezawa                      | —                                 |
| 468   | ツリッキーズピン太郎                             | Tsurikkīzu Pintarō                                                               | —                                                  | 2000.12              | 2000.31              | Takeshi Okano                       | Makura Shō                        |
| 469   | 三獣士                                           | Sanshi Yūshi                                                                     | —                                                  | 2000.13              | 2000.32              | Kanako Tanaka                       | —                                 |
| 470   | SAND LAND                                        | Sand Land                                                                        | Sand Land                                          | 2000.23              | 2000.36・37          | Akira Toriyama                      | —                                 |
| 471   | ノルマンディーひみつ倶楽部                       | Normandy Secret Club                                                             | —                                                  | 2000.24              | 2001.20              | Mikio Itō                           | —                                 |
| 472   | BLACK CAT                                        | Black cat                                                                        | Black Cat                                          | 2000.32              | 2004.29              | Kentaro Yabuki                      | —                                 |
| 473   | カイゼルスパイク                                 | Kaiser Spike                                                                     | —                                                  | 2000.33              | 2000.46              | Yusuke Takeyama                     | —                                 |
| 474   | ロケットでつきぬけろ!                            | Rocket de Tsukinukero!                                                           | —                                                  | 2000.34              | 2000.44              | Yuki                                | —                                 |
| 475   | ピューと吹く!ジャガー                            | Pyū to fuku! Jaguar                                                              | —                                                  | 2000.38              | 2010.38              | Kyosuke Usuta                       | —                                 |
| 476   | 純情パイン                                       | Junjō Pine                                                                       | —                                                  | 2000.47              | 2001.09              | Namie Odama                         | —                                 |
| 477   | りりむキッス                                     | Lilim Kiss                                                                       | —                                                  | 2000.48              | 2001.21・22          | Mizuki Kawashita                    | —                                 |
| 478   | バカバカしいの!                                  | Bakabakashiino!                                                                  | —                                                  | 2000.49              | 2001.10              | Hiroshi Gamō                        | —                                 |
| 478 c | んんん                                           | zzzzz                                                                            | 2001                                               | 2001.00              | 2001.00              | zzzzz                               | zzzzz                             |
| 479   | GUN BLAZE WEST                                   | Gun Blaze West                                                                   | —                                                  | 2001.02              | 2001.35              | Nobuhiro Watsuki                    | —                                 |
| 480   | 重臣 猪狩虎次郎                                  | Jūshin Ikaritorajiro                                                             | —                                                  | 2001.11              | 2001.34              | Tsunomaru                           | —                                 |
| 481   | ボボボーボ・ボーボボ                             | Bobobōbo Bōbobo                                                                  | Bobobo-bo Bo-bobo                                  | 2001.12              | 2005.50              | Yoshio Sawai                        | —                                 |
| 482   | Mr.FULLSWING                                     | Mr. Fullswing                                                                    | —                                                  | 2001.23              | 2006.23              | Shinya Suzuki                       | —                                 |
| 483   | 鴉MAN                                            | Karasuman                                                                        | —                                                  | 2001.24              | 2001.40              | Hajime Kazu                         | —                                 |
| 484   | 魔術師2                                          | Magician2                                                                        | —                                                  | 2001.35              | 2001.51              | Takeshi Okano                       | —                                 |
| 485   | BLEACH                                           | Bleach                                                                           | Bleach                                             | 2001.36・37          | 2016.38              | Tite Kubo                           | —                                 |
| 486   | I'm A Faker!                                     | I'm a Faker!                                                                     | —                                                  | 2001.42              | 2001.52              | Kazuya Yamamoto                     | —                                 |
| 487   | グラン・バガン                                   | Grand Vacan                                                                      | —                                                  | 2001.43              | 2002.01              | Kazushige Yamada                    | —                                 |
| 488   | もののけ!にゃんタロー                            | Mononoke! Nyantarō                                                               | —                                                  | 2001.51              | 2002.11              | Kazumata Oguri                      | —                                 |
| 489   | ソワカ                                           | Sowaka                                                                           | —                                                  | 2001.52              | 2002.24              | Naoki Azuma                         | —                                 |
| 489 c | んんん                                           | zzzzz                                                                            | 2002                                               | 2002.00              | 2002.00              | zzzzz                               | zzzzz                             |
| 490   | サクラテツ対話篇                                 | Sakuratetsu Taiwahen                                                             | —                                                  | 2002.01              | 2002.21              | Ryu Fujisaki                        | —                                 |
| 491   | あっけら貫刃帖                                   | Akkera Kanjinchō                                                                 | —                                                  | 2002.11              | 2002.22・23          | Yuki Kobayashi                      | —                                 |
| 492   | いちご100%                                       | Ichigo 100%                                                                      | Ichigo 100%                                        | 2002.12              | 2005.35              | Mizuki Kawashita                    | —                                 |
| 493   | 少年エスパーねじめ                               | Shōnen Espa Nejime                                                               | —                                                  | 2002.13              | 2002.33              | Namie Odama                         | —                                 |
| 494   | プリティフェイス                                 | Pretty Face                                                                      | Pretty Face                                        | 2002.24              | 2003.28              | Yasuhiro Kano                       | —                                 |
| 495   | NUMBER10                                         | Number 10                                                                        | —                                                  | 2002.25              | 2002.34              | Yuki                                | —                                 |
| 496   | アイシールド21                                   | Eyeshield 21                                                                     | Eyeshield 21                                       | 2002.34              | 2009.29              | Yūsuke Murata                       | Riichirō Inagaki                  |
| 497   | SWORD BREAKER                                    | Sword Breaker                                                                    | —                                                  | 2002.35              | 2002.51              | Haruto Umezawa                      | —                                 |
| 498   | A・O・N                                          | A・O・N                                                                          | —                                                  | 2002.44              | 2003.01              | Munenori Michimoto                  | —                                 |
| 499   | Ultra Red                                        | Ultra Red                                                                        | —                                                  | 2002.45              | 2003.29              | Nakaba Suzuki                       | —                                 |
| 499 c | んんん                                           | zzzzz                                                                            | 2003                                               | 2003.00              | 2003.00              | zzzzz                               | zzzzz                             |
| 500   | グラナダ -究極科学探検隊-                        | Granada -Kyūkoku Kagaku Tankentai-                                               | —                                                  | 2003.01              | 2003.16              | Mikio Itō                           | —                                 |
| 501   | TATTOO HEARTS                                    | Tattoo Hearts                                                                    | —                                                  | 2003.02              | 2003.17              | Osamu Kajisa                        | —                                 |
| 502   | 闇神コウ〜暗闇にドッキリ!〜                      | Yamikami Kou ~Kurayami ni Dokkiri!~                                              | —                                                  | 2003.18              | 2003.35              | Kimiya Kaji                         | —                                 |
| 503   | ★SANTA!★                                         | ★Santa!★                                                                         | —                                                  | 2003.19              | 2003.31              | Kengo Kurando                       | —                                 |
| 504   | キックス メガミックス                            | Kicks Megamix                                                                    | —                                                  | 2003.28              | 2003.41              | Masayuki Kichikawa                  | —                                 |
| 505   | ごっちゃんです!!                                 | Gocchan desu!!                                                                   | —                                                  | 2003.29              | 2004.16              | Tsunomaru                           | —                                 |
| 506   | 武装錬金                                         | Busō Renkin                                                                      | Buso Renkin                                        | 2003.30              | 2005.21・22          | Nobuhiro Watsuki                    | —                                 |
| 507   | 神奈川磯南風天組                                 | Kanagawa Isonan Fūtengumi                                                        | —                                                  | 2003.31              | 2003.51              | Hajime Kazu                         | —                                 |
| 508   | 戦国乱破伝サソリ                                 | Sengoku Rappaden Sasori                                                          | —                                                  | 2003.41              | 2003.52              | Tōru Uchimizu                       | —                                 |
| 509   | サラブレッドと呼ばないで                         | Salabreddo to Yobanai de                                                         | —                                                  | 2003.42              | 2004.02              | Kōhei Fujino                        | Takayo Hasegawa                   |
| 510   | 神撫手                                           | Kannade                                                                          | —                                                  | 2003.43              | 2004.03              | Takeo Horibe                        | —                                 |
| 510 c | んんん                                           | zzzzz                                                                            | 2004                                               | 2004.00              | 2004.00              | zzzzz                               | zzzzz                             |
| 511   | DEATH NOTE                                       | Death Note                                                                       | Death Note                                         | 2004.01              | 2006.24              | Takeshi Obata                       | Tsugumi Ōba                       |
| 512   | 銀魂                                             | Gintama                                                                          | Gintama                                            | 2004.02              | 2018.42              | Hideaki Sorachi                     | —                                 |
| 513   | LIVE                                             | Live                                                                             | —                                                  | 2004.03              | 2004.14              | Haruto Umezawa                      | —                                 |
| 514   | スティール・ボール・ラン                         | Steel Ball Run                                                                   | JoJo's Bizarre Adventure partie 7 : Steel Ball Run | 2004.08              | 2004.47,             | Hirohiko Araki                      | —                                 |
| 515   | 未確認少年ゲドー                                 | Gedo the Unidentified Mysterious Boy                                             | —                                                  | 2004.15              | 2005.12              | Takeshi Okano                       | —                                 |
| 516   | 無敵鉄姫スピンちゃん                             | Muteki Tetsuhime Spin-chan                                                       | —                                                  | 2004.16              | 2004.27              | Amon Dai                            | —                                 |
| 517   | 少年守護神                                       | Shōnen Guardian                                                                  | —                                                  | 2004.17              | 2004.28              | Naoki Azuma                         | —                                 |
| 518   | 家庭教師ヒットマン REBORN!                       | Katei Kyōshi Hitman REBORN!                                                      | Mon prof le tueur Reborn!                          | 2004.26              | 2012.50              | Akira Amano                         | —                                 |
| 519   | D.Gray-man                                       | D.Gray-man                                                                       | D.Gray-man                                         | 2004.27              | 2009.22・23,         | Katsura Hoshino                     | —                                 |
| 520   | 地上最速青春卓球少年ぷーやん                     | Chijō Saisoku Seishun Takkyu Pūyan                                               | —                                                  | 2004.28              | 2004.41              | Kenichi Kiriki                      | —                                 |
| 521   | ワークワーク                                     | Wāqwāq                                                                           | —                                                  | 2004.40              | 2005.23              | Ryu Fujisaki                        | —                                 |
| 522   | ムヒョとロージーの魔法律相談事務所               | Muhyo to Rōjī no Mahōritsu Sōdan Jimusho                                         | —                                                  | 2004.53              | 2008.14              | Yoshiyuki Nishi                     | —                                 |
| 522 c | んんん                                           | zzzzz                                                                            | 2005                                               | 2005.00              | 2005.00              | zzzzz                               | zzzzz                             |
| 523   | ユート                                           | Yūto                                                                             | —                                                  | 2005.11              | 2005.32              | Kei Kawano                          | Yumi Hotta                        |
| 524   | 魔人探偵脳噛ネウロ                               | Majin Tantei Nōgami Neuro                                                        | Neuro, le mange-mystères                           | 2005.12              | 2009.21              | Yūsei Matsui                        | —                                 |
| 525   | カイン                                           | Kain                                                                             | —                                                  | 2005.24              | 2005.43              | Tōru Uchimizu                       | —                                 |
| 526   | タカヤ -閃武学園激闘伝-                          | Takaya -Senbu Gakuen Gekitōden-                                                  | —                                                  | 2005.25              | 2006.12              | Yūjirō Sakamoto                     | —                                 |
| 527   | 切法師                                           | Kirihōshi                                                                        | —                                                  | 2005.26              | 2005.44              | Yūki Nakashima                      | —                                 |
| 528   | みえるひと                                       | Mieru Hito                                                                       | Mieru Hito                                         | 2005.33              | 2006.42              | Toshiaki Iwashiro                   | —                                 |
| 529   | 太臓もて王サーガ                                 | Taizo Moteō Sāga                                                                 | —                                                  | 2005.34              | 2007.24              | Amon Dai                            | —                                 |
| 530   | べしゃり暮らし                                   | Beshari Gurashi                                                                  | Beshari Gurashi : Les Rois du Rire                 | 2005.44              | 2006.30,             | Masanori Morita                     | —                                 |
| 531   | 大泥棒ポルタ                                     | Ōdorobō Poruta                                                                   | —                                                  | 2005.45              | 2006.09              | Kazuki Kitashima                    | —                                 |
| 531 c | んんん                                           | zzzzz                                                                            | 2006                                               | 2006.00              | 2006.00              | zzzzz                               | zzzzz                             |
| 532   | 真説ボボボーボ・ボーボボ                         | Shinsetsu Bobobōbo Bōbobo                                                        | —                                                  | 2006.03              | 2007.31              | Yoshio Sawai                        | —                                 |
| 533   | ツギハギ漂流作家                                 | Tsugihagi Hyōryūsakka                                                            | —                                                  | 2006.10              | 2006.32              | Kōhei Nishi                         | —                                 |
| 534   | メゾン・ド・ペンギン                             | Maison du Pingouin                                                               | —                                                  | 2006.11              | 2007.24              | Kōji Ōishi                          | —                                 |
| 535   | タカヤ -閃武学園激闘伝-#夜明けの炎刃王           | Takaya -Yoake no Enjinō-                                                         | —                                                  | 2006.13              | 2006.26              | Yūjirō Sakamoto                     | —                                 |
| 536   | 謎の村雨くん                                     | Nazo no Murasame-kun                                                             | —                                                  | 2006.20              | 2006.43              | Mikio Itō                           | —                                 |
| 537   | To LOVEる -とらぶる-                             | To Love-ru -Trouble-                                                             | To Love – Trouble                                  | 2006.21-22           | 2009.40              | Kentaro Yabuki                      | Saki Hasemi                       |
| 538   | エム×ゼロ                                        | M×0                                                                              | M×Zéro                                             | 2006.23              | 2008.25              | Yasuhiro Kano                       | —                                 |
| 539   | OVER TIME                                        | Over Time                                                                        | —                                                  | 2006.33              | 2006.52              | Yōichi Amano                        | —                                 |
| 540   | 斬                                               | Zan                                                                              | —                                                  | 2006.34              | 2006.52              | Naoya Sugita                        | —                                 |
| 541   | P2! - let's Play Pingpong! -                     | P2! -Let's Play Pingpong!-                                                       | —                                                  | 2006.43              | 2007.52              | Tatsuma Ejiri                       | —                                 |
| 542   | HAND'S -ハンズ-                                  | Hand's                                                                           | —                                                  | 2006.44              | 2007.01              | Yūichi Itakura                      | —                                 |
| 542 c | んんん                                           | zzzzz                                                                            | 2007                                               | 2007.00              | 2007.00              | zzzzz                               | zzzzz                             |
| 543   | BLUE DRAGON ラルΩグラド                          | Blue Dragon RalΩGrad                                                             | Blue Dragon : Ral Ω Grad                           | 2007.01              | 2007.32              | Takeshi Obata                       | Tsuneo Takano                     |
| 544   | 神力契約者M&Y                                    | Corrector M&Y                                                                    | —                                                  | 2007.02              | 2007.13              | Akira Akatsuki                      | —                                 |
| 545   | 重機人間ユンボル                                 | Junbor Balutronica                                                               | Jumbor                                             | 2007.03              | 2007.14              | Hiroyuki Takei                      | —                                 |
| 546   | サムライうさぎ                                   | Samurai Usagi                                                                    | Samouraï Usagi                                     | 2007.14              | 2008.33              | Teppei Fukushima                    | —                                 |
| 547   | バレーボール使い 郷田豪                          | Volleyball Tsukai Godago                                                         | —                                                  | 2007.15              | 2007.39              | Ichiro Takahashi                    | —                                 |
| 548   | ぼくのわたしの勇者学                             | Boku no watashi no yusha gaku                                                    | —                                                  | 2007.24              | 2008.35              | Shūichi Asō                         | —                                 |
| 549   | 瞳のカトブレパス                                 | Hitomi no Catoblepas                                                             | —                                                  | 2007.25              | 2007.40              | Yasuki Tanaka                       | —                                 |
| 550   | ベルモンド Le VisiteuR                           | Belmonde Le VisiteuR                                                             | —                                                  | 2007.32              | 2007.51              | Shōei Ishioka                       | —                                 |
| 551   | SKET DANCE                                       | Sket Dance                                                                       | Sket Dance                                         | 2007.33              | 2013.31              | Kenta Shinohara                     | —                                 |
| 552   | 初恋限定。                                       | Hatsukoi Limited                                                                 | Hatsukoi Limited                                   | 2007.44              | 2008.26              | Mizuki Kawashita                    | —                                 |
| 552 c | んんん                                           | zzzzz                                                                            | 2008                                               | 2008.00              | 2008.00              | zzzzz                               | zzzzz                             |
| 553   | PSYREN -サイレン-                                | Psyren                                                                           | Psyren                                             | 2008.01              | 2010.52              | Toshiaki Iwashiro                   | —                                 |
| 554   | K.O.SEN                                          | K.O. Sen                                                                         | —                                                  | 2008.02              | 2008.15              | Katsutoshi Murase                   | —                                 |
| 555   | MUDDY                                            | Muddy                                                                            | —                                                  | 2008.03              | 2008.16              | Shō Aimoto                          | —                                 |
| 556   | 私立ポセイドン学園高等部                         | Shiritsu Poseidon gakuen Kōtōbu                                                  | —                                                  | 2008.04・05          | 2008.24              | Shinichirō Ōe                       | —                                 |
| 557   | ぬらりひょんの孫                                 | Nurarihyon no mago                                                               | Nura : Le Seigneur des Yokaï                       | 2008.15              | 2012.30              | Hiroshi Shiibashi                   | —                                 |
| 558   | バリハケン                                       | Bari haken                                                                       | —                                                  | 2008.16              | 2008.52              | Shinya Suzuki                       | —                                 |
| 559   | ダブルアーツ                                     | Double Arts                                                                      | —                                                  | 2008.17              | 2008.41              | Naoshi Komi                         | —                                 |
| 560   | ヘタッピマンガ研究所R                            | Hetappimanga kenkyūsho R                                                         | —                                                  | 2008.22・23          | 2010.24              | Yūsuke Murata                       | —                                 |
| 561   | トリコ                                           | Toriko                                                                           | Toriko                                             | 2008.25              | 2016.51              | Mitsutoshi Shimabukuro              | —                                 |
| 562   | どがしかでん!                                    | Dogashi Kaden!                                                                   | —                                                  | 2008.27              | 2008.40              | Kosuke Hamada                       | —                                 |
| 563   | バクマン。                                       | Bakuman。                                                                        | Bakuman.                                           | 2008.37・38          | 2012.21・22          | Takeshi Obata                       | Tsugumi Ōba                       |
| 564   | いぬまるだしっ                                   | Inumarudashii                                                                    | —                                                  | 2008.39              | 2012.27              | Kōji Ōishi                          | —                                 |
| 565   | チャゲチャ                                       | Chagecha                                                                         | —                                                  | 2008.42              | 2008.49              | Yoshio Sawai                        | —                                 |
| 566   | アスクレピオス                                   | Asklepios                                                                        | —                                                  | 2008.43              | 2009.11              | Tōru Uchimizu                       | —                                 |
| 566 c | んんん                                           | zzzzz                                                                            | 2009                                               | 2009.00              | 2009.00              | zzzzz                               | zzzzz                             |
| 567   | マイスター                                       | Meister                                                                          | —                                                  | 2009.01              | 2009.12              | Kimiya Kaji                         | —                                 |
| 568   | 黒子のバスケ                                     | Kuroko no basket                                                                 | Kuroko's Basket                                    | 2009.02              | 2014.40              | Tadatoshi Fujimaki                  | —                                 |
| 569   | ぼっけさん                                       | Bokke-san                                                                        | —                                                  | 2009.03              | 2009.22・23          | Yoshiyuki Nishi                     | —                                 |
| 570   | べるぜバブ                                       | Beelzebub                                                                        | Beelzebub                                          | 2009.13              | 2014.13              | Tamura Ryūhei                       | —                                 |
| 571   | フープメン                                       | Hoopmen                                                                          | —                                                  | 2009.14              | 2009.31              | Kawaguchi Yukinori                  | —                                 |
| 572   | めだかボックス                                   | Medaka Box                                                                       | Médaka Box                                         | 2009.24              | 2013.22・23          | Akira Akatsuki                      | Nisio Isin                        |
| 573   | AKABOSHI -異聞水滸伝-                            | Akaboshi - Ibun suikoden                                                         | —                                                  | 2009.25              | 2009.49              | Yōichi Amano                        | —                                 |
| 574   | あねどきっ                                       | Ane doki                                                                         | —                                                  | 2009.32              | 2010.07              | Mizuki Kawashita                    | —                                 |
| 575   | 鍵人 -カギジン-                                  | Kagijin                                                                          | —                                                  | 2009.33              | 2009.50              | Yasuki Tanaka                       | —                                 |
| 576   | わっしょい!わじマニア                            | Wasshoi! Waji mania                                                              | —                                                  | 2009.34              | 2009.51              | Satoshi Wajima                      | —                                 |
| 577   | 保健室の死神                                     | Hokenshitsu no shinigami                                                         | Hadès - Chasseur de psycho-démons                  | 2009.41              | 2011.29              | Shō Aimoto                          | —                                 |
| 578   | 賢い犬リリエンタール                             | Super dog rilienthal                                                             | —                                                  | 2009.42              | 2010.23              | Daisuke Ashihara                    | —                                 |
| 579   | ねこわっぱ!                                      | Nekowappa!                                                                       | —                                                  | 2009.50              | 2010.11              | Naoya Matsumoto                     | —                                 |
| 580   | 新世紀アイドル伝説 彼方セブンチェンジ            | Shinseiki idol densetsu Kanata seven change                                      | —                                                  | 2009.51              | 2010.12              | Shūichi Asō                         | —                                 |
| 580 c | んんん                                           | zzzzz                                                                            | 2010                                               | 2010.00              | 2010.00              | zzzzz                               | zzzzz                             |
| 581   | LOCK ON!                                         | Lock On!                                                                         | —                                                  | 2010.12              | 2010.30              | Kenta Tsuchida                      | —                                 |
| 582   | 詭弁学派、四ツ谷先輩の怪談                       | Kiben gakuha, Yotsuya-senpai no kaidan                                           | —                                                  | 2010.13              | 2010.31              | Haruichi Furudate                   | —                                 |
| 583   | メタリカメタルカ                                 | Metallica metal Luca                                                             | —                                                  | 2010.24              | 2010.41              | Teruaki Mizuno                      | —                                 |
| 584   | 少年疾駆                                         | Shōnen shikku                                                                    | —                                                  | 2010.25              | 2010.40              | Yūto Tsukuda                        | —                                 |
| 585   | SWOT                                             | SWOT                                                                             | —                                                  | 2010.31              | 2010.51              | Naoya Sugita                        | —                                 |
| 586   | 逢魔ヶ刻動物園                                   | Oumagadoki Doubutsuen                                                            | —                                                  | 2010.32              | 2011.19              | Horikoshi Kouhei                    | —                                 |
| 587   | エニグマ                                         | Eniguma                                                                          | Enigma                                             | 2010.41              | 2011.47              | Kenji Sakaki                        | —                                 |
| 588   | ライトウィング                                   | Light Wing                                                                       | —                                                  | 2010.42              | 2011.12              | Hideo Shinkai                       | —                                 |
| 588 c | んんん                                           | zzzzz                                                                            | 2011                                               | 2011.00              | 2011.00              | zzzzz                               | zzzzz                             |
| 589   | ドイソル                                         | Dois Sol                                                                         | —                                                  | 2011.11              | 2011.28              | Katsutoshi Murase                   | —                                 |
| 590   | メルヘン王子グリム                               | Meruhen Ouji Grim                                                                | —                                                  | 2011.12              | 2011.30              | Watanabe Kizuku                     | —                                 |
| 591   | magico                                           | Magico                                                                           | —                                                  | 2011.13              | 2012.31              | Iwamoto Naoki                       | —                                 |
| 592   | 戦国ARMORS                                       | Sengoku Armors                                                                   | —                                                  | 2011.14              | 2011.31              | Sakaki Shouta                       | —                                 |
| 593   | 奇怪噺 花咲一休                                  | Hanasa Ikkyū                                                                     | —                                                  | 2011.23              | 2011.38              | Yūya Kawada                         | Kenta Komiyama                    |
| 594   | ST&RS -スターズ-                                 | ST&RS -Sutāzu                                                                    | ST&RS -Sutāzu                                      | 2011.30              | 2012.20              | Takeuchi Ryousuke                   | Miyokawa Masaru                   |
| 595   | 鏡の国の針栖川                                   | Kagami no Kuni no Harisugawa                                                     | Harisugawa au pays des miroirs                     | 2011.31              | 2012.11              | Yasuhiro Kano                       | —                                 |
| 596   | クロガネ                                         | Kurogane                                                                         | —                                                  | 2011.39              | 2013.09              | Haruto Ikezawa                      | —                                 |
| 597   | ニセコイ                                         | Nisekoi                                                                          | Nisekoi                                            | 2011.48              | 2016.36・37          | Naoshi Komi                         | —                                 |
| 598   | 現存!古代生物史パッキー                          | Gensō! Kodai Seibutsu-shi Packy                                                  | —                                                  | 2011.49              | 2012.23              | Retsu                               | —                                 |
| 598 c | んんん                                           | zzzzz                                                                            | 2012                                               | 2012.00              | 2012.00              | zzzzz                               | zzzzz                             |
| 599   | ハイキュー!!                                     | Haikyū!!                                                                         | Haikyū!!                                           | 2012.12              | 2020.33              | Haruichi Furudate                   | —                                 |
| 600   | パジャマな彼女。                                 | Pajama na Kanojo。                                                               | —                                                  | 2012.13              | 2012.40              | Kosuke Hamada                       | —                                 |
| 601   | 恋染紅葉                                         | Koisome Momiji                                                                   | —                                                  | 2012.23              | 2012.51              | Sakamoto Tsugirou                   | Miura Tadahiro                    |
| 602   | 斉木楠雄のΨ難                                    | Saiki Kusuo no Sainan                                                            | —                                                  | 2012.24              | 2018.13              | Shūichi Asō                         | —                                 |
| 603   | 戦星のバルジ                                     | Sensei no Bulge                                                                  | —                                                  | 2012.25              | 2012.41              | Horikoshi Kouhei                    | —                                 |
| 604   | こがねいろ                                       | Koganeiro                                                                        | —                                                  | 2012.27              | 2012.29              | Takuma Yokota                       | —                                 |
| 605   | 暗殺教室                                         | Ansatsu Kyōshitsu                                                                | Assassination Classroom                            | 2012.31              | 2016.16              | Yūsei Matsui                        | —                                 |
| 606   | タカマガハラ                                     | Takamagahara                                                                     | —                                                  | 2012.32              | 2012.49              | Jūzō Kawai                          | —                                 |
| 607   | 烈!!!伊達先パイ                                  | Retsu!! Date-Senpai                                                              | —                                                  | 2012.41              | 2013.10              | Shinsuke Kondō                      | —                                 |
| 608   | クロス・マネジ                                   | Cross Manage                                                                     | —                                                  | 2012.42              | 2013.34              | Kaito                               | —                                 |
| 609   | HUNGRY JOKER                                     | Hungry Joker                                                                     | —                                                  | 2012.50              | 2013.24              | Tabata Yūki                         | —                                 |
| 610   | 新米婦警キルコさん                               | Shinmai Fukei Kiruko-san                                                         | —                                                  | 2012.51              | 2013.25              | Hirakata Masahiro                   | —                                 |
| 611   | 食戟のソーマ                                     | Shokugeki no Sōma                                                                | Food Wars!                                         | 2012.52              | 2019.29              | Shun Saeki                          | Yūto Tsukuda                      |
| 611 c | んんん                                           | zzzzz                                                                            | 2013                                               | 2013.00              | 2013.00              | zzzzz                               | zzzzz                             |
| 612   | 恋するエジソン                                   | Koi Suru Edison                                                                  | —                                                  | 2013.10              | 2013.35              | Kizuku Watanabe                     | —                                 |
| 613   | ワールドトリガー                                 | World Trigger                                                                    | World Trigger                                      | 2013.11              | 2018.52              | Daisuke Ashihara                    | —                                 |
| 614   | ソウル キャッチャーズ                            | Soul Catcher(S)                                                                  | —                                                  | 2013.24              | 2014.31              | Hideo Shinkai                       | —                                 |
| 615   | 無刀ブラック                                     | Mutō Black                                                                       | —                                                  | 2013.25              | 2013.36              | Daijirō Nonoue                      | —                                 |
| 616   | スモーキーB.B.                                   | Smoky B.B.                                                                       | —                                                  | 2013.26              | 2013.41              | Yūya Kawada                         | Kenta Komiyama                    |
| 617   | 銀河パトロール ジャコ                            | Ginga Patrol Jaco                                                                | Jaco the Galactic Patrolman                        | 2013.33              | 2013.44              | Akira Toriyama                      | —                                 |
| 618   | クロクロク                                       | Kurokuroku                                                                       | —                                                  | 2013.35              | 2013.52              | Atsushi Nakamura                    | —                                 |
| 619   | ひめドル!!                                       | Hime-dol!!                                                                       | —                                                  | 2013.36              | 2013.52              | Kazurō Kyō                          | —                                 |
| 620   | HACHI -東京23宮-                                 | Hachi -Tokyo 23-ku-                                                              | —                                                  | 2013.42              | 2014.12              | Yoshiyuki Nishi                     | —                                 |
| 621   | 恋のキューピッド 焼野原塵                        | Koi no Cupid Yakenohara Jin                                                      | —                                                  | 2013.43              | 2014.12              | Tomohiro Hasegawa                   | —                                 |
| 622   | 磯部磯兵衛物語〜浮世はつらいよ〜                 | Isobe Isobee Monogatari〜Ukiyo wa Tsuraiyo〜                                     | —                                                  | 2013.47              | 2017.46              | Ryō Nakama                          | —                                 |
| 622 c | んんん                                           | zzzzz                                                                            | 2014                                               | 2014.00              | 2014.00              | zzzzz                               | zzzzz                             |
| 623   | アイアンナイト                                   | Iron Knight                                                                      | —                                                  | 2014.1               | 2014.18              | Tomohiro Yagi                       | —                                 |
| 624   | イリーガル・レア                                 | Illegal Rare                                                                     | —                                                  | 2014.11              | 2014.41              | Hiroshi Shiibashi                   | —                                 |
| 625   | i・ショウジョ                                    | I Shōjo                                                                          | —                                                  | 2014.12              | 2014.32              | Toshinori Takayama                  | —                                 |
| 626   | ステルス交境曲                                   | Stealth Symphony                                                                 | —                                                  | 2014.13              | 2014.33              | Yōichi Amano                        | Ryōgo Narita                      |
| 627   | トーキョーワンダーボーイズ                       | Tokyo Wonder Boys                                                                | —                                                  | 2014.14              | 2014.24              | Tsunehiro Date                      | Kento Shimoyama                   |
| 628   | 火ノ丸相撲                                       | Hinomaru Sumo                                                                    | Hinomaru Sumo                                      | 2014.26              | 2019.34              | Kawada                              | —                                 |
| 629   | それいけ!融合くん                                | Soreike! Yūgō-kun                                                                | —                                                  | 2014.31              | 2014.33              | Shūhei Miyazaki                     | —                                 |
| 630   | 僕のヒーローアカデミア                           | Boku no Hero Academia                                                            | My Hero Academia                                   | 2014.32              | 2024.36-37           | Kōhei Horikoshi                     | —                                 |
| 631   | 三つ首コンドル巻头                               | Mitsukubi Condor                                                                 | —                                                  | 2014.33              | 2014.49              | Ishiyama Ryou                       | —                                 |
| 632   | ヨアケモノ                                       | Yoakemono                                                                        | —                                                  | 2014.34              | 2014.50              | Shibata Yousaku                     | —                                 |
| 633   | ジュウドウズ                                     | Jūdōzu                                                                           | —                                                  | 2014.41              | 2015.8               | Shinsuke Kondō                      | —                                 |
| 634   | ハイファイクラスタ                               | Hi-Fi Cluster                                                                    | —                                                  | 2014.42              | 2015.9               | Ippei Gotō                          | —                                 |
| 635   | 久保田ゆうと                                     | Sporting Salt                                                                    | —                                                  | 2014.43              | 2015.10              | Yūto Kubota                         | —                                 |
| 636   | モロモノの事情                                   | Moromono no Jijou                                                                | —                                                  | 2014.46              | 2014.48              | Numa Shun                           | —                                 |
| 637   | 卓上のアゲハ                                     | Takujō no Ageha                                                                  | —                                                  | 2014.51              | 2015.22・23          | Furuya Itsuki                       | —                                 |
| 638   | イーロボット                                     | E-Robot                                                                          | —                                                  | 2014.52              | 2015.12              | Yamamoto Ryohei                     | —                                 |
| 638 c | んんん                                           | zzzzz                                                                            | 2015                                               | 2015.00              | 2015.00              | zzzzz                               | zzzzz                             |
| 639   | 学糾法廷                                         | Gakkyū Hōtei                                                                     | School Judgment                                    | 2015.1               | 2015.24              | Takeshi Obata                       | Nobuaki Enoki                     |
| 640   | カガミガミ                                       | Kagamigami                                                                       | —                                                  | 2015.11              | 2015.51              | Toshiaki Iwashiro                   | —                                 |
| 641   | ブラッククローバー                               | Black Clover                                                                     | Black Clover                                       | 2015.12              | 2023.38              | Yūki Tabata                         | —                                 |
| 642   | 改造人間ロギイ                                   | Kaizō Ningen Rogi                                                                | —                                                  | 2015.13              | 2015.24              | Yū Miki                             | —                                 |
| 643   | ウルトラ・バトル・サテライト                     | Ultra Battle Satellite                                                           | —                                                  | 2015.14              | 2015.31              | Yūsuke Utsumi                       | —                                 |
| 644   | NARUTO外伝 七代目火影と緋色の花つ月              | Naruto Gaiden: Nanadaime Hokage to Akairo no Hanatsuzuki                         | Naruto Gaiden                                      | 2015.22-23           | 2015.33              | Masashi Kishimoto                   | —                                 |
| 645   | 背すじをピン!と ～鹿高競技ダンス部へようこそ～   | Seshiji o Pin! to - Shikakō Kyōgi Dance-bu e Yōkoso                              | —                                                  | 2015.24              | 2017.11              | Takuma Yokota                       | —                                 |
| 646   | レディ・ジャスティス                             | Lady Justice                                                                     | —                                                  | 2015.25              | 2015.41              | Ogino Ken                           | —                                 |
| 647   | デビリーマン                                     | Devily Man                                                                       | —                                                  | 2015.26              | 2015.42              | Kentaro Fukuda                      | —                                 |
| 648   | ベストブルー                                     | Best Blue                                                                        | —                                                  | 2015.33              | 2015.52              | Masahiro Hirakata                   | —                                 |
| 649   | ものの歩                                         | Mononofu                                                                         | —                                                  | 2015.42              | 2016.34              | Haruto Ikezawa                      | —                                 |
| 650   | 左門くんはサモナー                               | Samon kun wa Summoner                                                            | —                                                  | 2015.43              | 2017.27              | Shun Numa                           | —                                 |
| 651   | バディストライク                                 | Buddy Strike                                                                     | —                                                  | 2015.51              | 2016.10              | KAITO                               | —                                 |
| 651 c | んんん                                           | zzzzz                                                                            | 2016                                               | 2016.00              | 2016.00              | zzzzz                               | zzzzz                             |
| 652   | ゆらぎ荘の幽奈さん                               | Yuragi-so no Yuna-san                                                            | Yûna de la pension Yuragi                          | 2016.10              | 2020.27              | Miura Tadahiro                      | —                                 |
| 653   | 鬼滅の刃                                         | Kimetsu no Yaiba                                                                 | Demon Slayer                                       | 2016.11              | 2020.24              | Gotoge Koyoharu                     | —                                 |
| 654   | たくあんとバツ日常閻魔帳                         | Takuan to Batsu no Nichijou Enma-chou                                            | —                                                  | 2016.24              | 2016.44              | Kentaro Itani                       | —                                 |
| 655   | ボルト                                           | Boruto                                                                           | Boruto: Naruto Next Generations                    | 2016.32              | 2019.28              | Mikio Ikemoto                       | Ukyou Kodachi                     |
| 656   | 約束のネバーランド                               | Yakusoku no Neverland                                                            | The Promised Neverland                             | 2016.35              | 2020.28              | Posuka Demizu                       | Kaiu Shirai                       |
| 657   | ラブラッシュ!                                    | Love Rush!                                                                       | —                                                  | 2016.38              | 2016.50              | Ryohei Yamamoto                     | —                                 |
| 658   | レッドスプライト                                 | Red Sprite                                                                       | —                                                  | 2016.39              | 2016.52              | Tomohiro Yagi                       | —                                 |
| 659   | 歪のアマルガム                                   | Ibitsu no Amalgam                                                                | —                                                  | 2016.45              | 2017.12              | Ishiyama Ryo                        | —                                 |
| 660   | スプリングウエポンナンバワン                     | Spring Weapon Number One                                                         | —                                                  | 2016.46              | 2018.18              | Tomohiro Hasegawa                   | —                                 |
| 661   | デモンズプラン                                   | Demon's Plan                                                                     | —                                                  | 2016.51              | 2017.12              | Yoshimichi Okamoto                  | —                                 |
| 662   | オレゴラッソ                                     | Ole Golazo                                                                       | —                                                  | 2016.52              | 2017.13              | Takasama Moue                       | —                                 |
| 662 c | んんん                                           | zzzzz                                                                            | 2017                                               | 2017.00              | 2017.00              | zzzzz                               | zzzzz                             |
| 663   | ぼくたちは勉強ができない                         | Bokutachi wa Benkyō ga Dekinai                                                   | We Never Learn                                     | 2017.10              | 2021.03・04          | Taishi Tsutsui                      | —                                 |
| 664   | /                                                | U19                                                                              | —                                                  | 2017.11              | 2017.28              | Yuji Kimura                         | —                                 |
| 665   | ポロの留学記                                     | Poro no Ryūgakuki                                                                | —                                                  | 2017.12              | 2017.29              | Hitsuji Gondaira                    | —                                 |
| 666   | 腹ペコのマリー                                   | Harapeko no Marie                                                                | Hungry Marie                                       | 2017.13              | 2017.46              | Ryūhei Tamura                       | —                                 |
| 667   | ドクターストーン                                 | Dr.Stone                                                                         | Dr. Stone                                          | 2017.14              | 2022.14              | Boichi                              | Riichiro Inagaki                  |
| 668   | ロボレーザービーム                               | Robot × Laserbeam                                                                | —                                                  | 2017.16              | 2018.30              | Tadatoshi Fujimaki                  | —                                 |
| 669   | シュダン!                                        | Shudan!                                                                          | —                                                  | 2017.28              | 2018.06              | Takuma Yokota                       | —                                 |
| 670   | クロスアカウント                                 | Cross Account                                                                    | —                                                  | 2017.29              | 2018.07              | Tsunehiro Date                      | —                                 |
| 671   | トマトイプーのリコピン                           | Tomatoypoo no Lycopene                                                           | —                                                  | 2017.45              | 2018.26              | Kôji Ohishi                         | —                                 |
| 672   | フルドライブ                                     | Full Drive                                                                       | —                                                  | 2017.48              | 2018.12              | Genki Ono                           | —                                 |
| 673   | ゴレムハーツ                                     | Golem Hearts                                                                     | —                                                  | 2017.49              | 2018.12              | Gen Osuka                           | —                                 |
| 673 c | んんん                                           | zzzzz                                                                            | 2018                                               | 2018.00              | 2018.00              | zzzzz                               | zzzzz                             |
| 674   | ボウズビーツ                                     | Bozebeats                                                                        | —                                                  | 2018.07              | 2018.20              | Hirano Ryuji                        | —                                 |
| 675   | アクタージュ act-age                             | Akutāju                                                                          | Act-Age                                            | 2018.08              | 2020.36・37          | Shiro Usazaki                       | Tatsuya Matsuki                   |
| 676   | 呪術廻戦                                         | Jujutsu Kaisen                                                                   | Jujutsu Kaisen                                     | 2018.14              | 2024.44              | Gege Akutami                        | —                                 |
| 677   | ノアズノーツ                                     | Noah's Notes                                                                     | —                                                  | 2018.15              | 2018.38              | Haruto Ikezawa                      | —                                 |
| 678   | ジガ-ZIGA-                                       | ZIGA                                                                             | —                                                  | 2018.16              | 2018.30              | Kentaro Hidano                      | —                                 |
| 679   | 紅葉の棋節                                       | Momiji no Kisetsu                                                                | —                                                  | 2018.24              | 2018.40              | Masayoshi Satoshō                   | —                                 |
| 680   | キミを侵略せよ!                                  | Kimi o Shinrayku Seyo!                                                           | —                                                  | 2018.25              | 2018.41              | Kazusa Inaoka                       | —                                 |
| 681   | 総合時間事業会社 代表取締役社長専属秘書 田中誠司 | Sōgō Jikan Jigyō Gaisha Daihyō Torishimariyaku Shachō Senzoku Hisho Tanaka Seiji | —                                                  | 2018.30              | 2018.50              | Keiji Amatsuka                      | —                                 |
| 682   | アリスと太陽                                     | Alice to Taiyō                                                                   | —                                                  | 2018.31              | 2018.51              | Takahide Totsuno                    | —                                 |
| 683   | 思春期ルネサンス!ダビデ君                        | Shishunki Renaissance! David-kun                                                 | —                                                  | 2018.42              | 2019.26              | Yūshin Kuroki                       | —                                 |
| 684   | ジモトがジャパン                                 | Jimoto ga Japan                                                                  | —                                                  | 2018.42              | 2019.26,             | Seiji Hayashi                       | —                                 |
| 685   | THE COMIQ                                        | The Comiq                                                                        | —                                                  | 2018.46              | 2018.52              | Kazuki Takahashi                    | —                                 |
| 685 c | んんん                                           | zzzzz                                                                            | 2019                                               | 2019.00              | 2019.00              | zzzzz                               | zzzzz                             |
| 686   | チェンソーマン                                   | Chainsaw Man                                                                     | Chainsaw Man                                       | 2019.01              | 2021.02              | Tatsuki Fujimoto                    | —                                 |
| 687   | ne0;lation                                       | ne0;lation                                                                       | —                                                  | 2019.02              | 2019.22・23          | Mizuki Yoda                         | Tomohide Hirao                    |
| 688   | 獄丁ヒグマ                                       | Gokutei Higuma                                                                   | —                                                  | 2019.03              | 2019.24              | Natsuki Hokami                      | —                                 |
| 689   | 最後の西遊記                                     | Saigo no Saiyūki                                                                 | —                                                  | 2019.14              | 2019.38              | Daijirō Nonoue                      | —                                 |
| 690   | 神緒ゆいは髪を結い                               | Kamio Yui wa Kami wo Yui                                                         | —                                                  | 2019.15              | 2019.52              | Hiroshi Shiibashi                   | —                                 |
| 691   | サムライ8 八丸伝                                 | Samurai Eito: Hachimaruden                                                       | Samurai 8 : La Légende d'Hachimaru                 | 2019.24              | 2020.17              | Akira Ōkubo                         | Masashi Kishimoto                 |
| 692   | ふたりの太星                                     | Futari no Taisei                                                                 | —                                                  | 2019.25              | 2019.52              | Kentaro Fukuda                      | —                                 |
| 693   | ビーストチルドレン                               | Beast Children                                                                   | —                                                  | 2019.26              | 2020.1               | Kento Terasaka                      | —                                 |
| 694   | トーキョー忍スクワッド                           | Tōkyō Shinobi Sukuwaddo                                                          | Tokyo Shinobi Squad                                | 2019.27              | 2020.2               | Yuki Tanaka                         | Kento Matsuura                    |
| 695   | 夜桜さんちの大作戦                               | Yozakura-san Chi no dai sakusen                                                  | Mission: Yozakura Family                           | 2019.39              | 2025.8               | Gondaira Hitsuji                    | —                                 |
| 696   | ミタマセキュ霊ティ                               | Mitama Sekyureti                                                                 | —                                                  | 2019.40              | 2020.36・37          | Tsurun Hatomune                     | —                                 |
| 697   | Dr.STONE reboot:百夜                             | Dokutā Sutōn Ribūto: Byakuya                                                     | —                                                  | 2019.48              | 2020.04              | Boichi                              | —                                 |
| 697 c | んんん                                           | zzzzz                                                                            | 2020                                               | 2020.00              | 2020.00              | zzzzz                               | zzzzz                             |
| 698   | ZIPMAN!!                                         | ZIPMAN!!                                                                         | —                                                  | 2020.01              | 2020.19              | Yūsaku Shibata                      | —                                 |
| 699   | AGRAVITY BOYS                                    | Agravity Boys                                                                    | Agravity Boys                                      | 2020.02              | 2021.05・06          | Atsushi Nakamura                    | —                                 |
| 700   | アンデッドアンラック                             | Undead Unluck                                                                    | Undead Unluck                                      | 2020.08              | 2025.9               | Yoshifumi Tozuka                    | —                                 |
| 701   | マッシュル -MASHLE-                              | Mashle                                                                           | Mashle                                             | 2020.09              | 2023.31              | Hajime Kōmoto                       | —                                 |
| 702   | 魔女の守人                                       | Majo no Moribito                                                                 | —                                                  | 2020.10              | 2020.29              | Asahi Sakano                        | —                                 |
| 703   | 森林王者モリキング                               | Shinrin Ōja Moriking                                                             | —                                                  | 2020.20              | 2021.07              | Tomohiro Hasegawa                   | —                                 |
| 704   | ボーンコレクション                               | Bone Collection                                                                  | —                                                  | 2020.21・22          | 2020.38              | Jun Kirarazaka                      | —                                 |
| 705   | タイムパラドクスゴーストライター                 | Time Paradox Ghostwriter                                                         | —                                                  | 2020.24              | 2020.39              | Tsunehiro Date                      | Kenji Ichima                      |
| 706   | あやかしトライアングル                           | Ayakashi Triangle                                                                | Ayakashi Triangle                                  | 2020.28              | 2022.20,             | Kentaro Yabuki                      | —                                 |
| 707   | 破壊神マグちゃん                                 | Hakaishin Magu-chan                                                              | Magu-chan: God of Destruction                      | 2020.29              | 2022.10              | Kei Kamiki                          | —                                 |
| 708   | 灼熱のニライカナイ                               | Shakunetsu no Nirai Kanai                                                        | Badass Cop & Dolphin                               | 2020.30              | 2021.29              | Ryūhei Tamura                       | —                                 |
| 709   | 僕とロボコ                                       | Boku to Roboko                                                                   | Me & Roboco                                        | 2020.31              | —                    | Shūhei Miyazaki                     | —                                 |
| 710   | BURN THE WITCH                                   | Burn the Witch                                                                   | Burn the Witch                                     | 2020.38              | —                    | Tite Kubo                           | —                                 |
| 711   | 仄見える少年                                     | Honomieru Shōnen                                                                 | Phantom Seer                                       | 2020.39              | 2021.18              | Kento Matsuura                      | Togo Goto                         |
| 712   | 高校生家族                                       | Kōkōsei Kazoku                                                                   | High School Family                                 | 2020.41              | 2023.12              | Ryo Nakama                          | —                                 |
| 713   | ぼくらの血盟                                     | Bokura no Ketsumei                                                               | —                                                  | 2020.41              | 2021.08              | Kazu Kakazu                         | —                                 |
| 714   | BUILD KING                                       | BUILD KING                                                                       | Build King                                         | 2020.50              | 2021.19              | Mitsutoshi Shimabukuro              | —                                 |
| 715   | SAKAMOTO DAYS                                    | SAKAMOTO DAYS                                                                    | Sakamoto Days                                      | 2020.51              | —                    | Yūto Suzuki                         | —                                 |
| 715 c | んんん                                           | zzzzz                                                                            | 2021                                               | 2021.00              | 2021.00              | zzzzz                               | zzzzz                             |
| 716   | 逃げ上手の若君                                   | Nige Jōzu no Wakagimi                                                            | The Elusive Samurai                                | 2021.08              | —                    | Yūsei Matsui                        | —                                 |
| 717   | アイテルシー                                     | I tell c                                                                         | —                                                  | 2021.09              | 2021.30              | Kazusa Inaoka                       | —                                 |
| 718   | ウィッチウォッチ                                 | Witchi Wotchi                                                                    | Witch Watch                                        | 2021.10              | —                    | Kenta Shinohara                     | —                                 |
| 719   | クーロンズ・ボール・パレード                     | Kūronzu Bōru Parēdo                                                              | Nine Dragons' Ball Parade                          | 2021.11              | 2021.31              | Mikiyasu Kamada, Ashibi Fukui       | —                                 |
| 720   | アオのハコ                                       | Ao no Hako                                                                       | Blue Box                                           | 2021.19              | —                    | Kōji Miura                          | —                                 |
| 721   | アメノフル                                       | Ame no Furu                                                                      | Candy Flurry                                       | 2021.20              | 2021.41              | Ippon Takegushi, Santa Mitarashi    | —                                 |
| 722   | レッドフード                                     | Reddo Fūdo                                                                       | Red Hood                                           | 2021.30              | 2021.49              |                                     | —                                 |
| 723   | NERU -武芸道行-                                  | Neru: Bugei Dōgyō                                                                | —                                                  | 2021.31              | 2021.50              | Minya Hiraga                        | —                                 |
| 724   | ピピピピピピ                                     | PPPPPP                                                                           | —                                                  | 2021.42              | 2023.13              | Maporo 3-Gō                         | —                                 |
| 725   | アヤシモン                                       | Ayashimon                                                                        | —                                                  | 2021.50              | 2022.26              | Yūji Kaku                           | —                                 |
| 726   | 守れ! しゅごまる                                 | Mamore! Shugomaru                                                                | Protect Me, Shugomaru!                             | 2021.51              | 2022.27              | Daiki Ihara                         | —                                 |
| 727   | ドロンドロロン                                   | Dorondororon                                                                     | Doron Dororon                                      | 2021.52              | 2022.39              | Gen Ōsuka                           | —                                 |
| 727 c | んんん                                           | zzzzz                                                                            | 2022                                               | 2022.00              | 2022.00              | zzzzz                               | zzzzz                             |
| 728   | あかね噺                                         | Akane-banashi                                                                    | —                                                  | 2022.11              | —                    | Takamasa Moue                       | Yūki Suenaga                      |
| 729   | 地球の子                                         | Chikyū no Ko                                                                     | Earthchild                                         | 2022.12              | 2022.40              | Hideo Shinkai                       | —                                 |
| 730   | すごいスマホ                                     | Sugoi Sumaho                                                                     | Super Smartphone                                   | 2022.23              | 2022.46              | Kentarō Hidano                      | Hiroki Tomisawa                   |
| 731   | /                                                | Aliens Area                                                                      | —                                                  | 2022.27              | 2022.47              | Fusai Naba                          | —                                 |
| 732   | ルリドラゴン                                     | Ruridoragon                                                                      | Ruri Dragon                                        | 2022.28              | 2024.18              | Masaoki Shindō                      | —                                 |
| 733   | 大東京鬼嫁伝                                     | Dai Tōkyō Oniyome Den                                                            | Tokyo Demon Bride Story                            | 2022.40              | 2023.18              | Tadaichi Nakama                     | —                                 |
| 734   | ギンカとリューナ                                 | Ginka to Ryūna                                                                   | —                                                  | 2022.41              | 2023.19              | Shinpei Watanabe                    | —                                 |
| 735   | 一ノ瀬家の大罪                                   | Ichinose-ke no Taizai                                                            | The Ichinose Family's Deadly Sins                  | 2022.50              | 2023.49              | Taizan 5                            | —                                 |
| 736   | 暗号学園のいろは                                 | Angō Gakuen no Iroha                                                             | Cipher Academy                                     | 2022.51              | 2024.10              | Yūji Iwasaki                        | Nisio Isin                        |
| 737   | イチゴーキ!操縦中                                | Ichigōki! Sōjūchū                                                                | Ichigoki's Under Control!!                         | 2022.52              | 2023.20              | Seiji Hayashi                       | —                                 |
| 737 c | んんん                                           | zzzzz                                                                            | 2023                                               | 2023.00              | 2023.00              | zzzzz                               | zzzzz                             |
| 738   | 人造人間100                                      | Jinzō Ningen 100                                                                 | Fabricant 100                                      | 2023.01              | 2023.40              | Daisuke Enoshima                    | —                                 |
| 739   | テンマクキネマ                                   | Tenmaku Cinema                                                                   | —                                                  | 2023.19              | 2023.41              | Shun Saeki                          | Yūto Tsukuda                      |
| 740   | キルアオ                                         | Kiruao                                                                           | Kill Blue                                          | 2023.20              | —                    | Tadatoshi Fujimaki                  | —                                 |
| 741   | ドリトライ                                       | Doritorai                                                                        | Do Retry                                           | 2023.23              | 2023.42              | Jun Kirarazaka                      | —                                 |
| 742   | 鵺の陰陽師                                       | Nue no Onmyōji                                                                   | Nue's Exorcist                                     | 2023.24              | —                    | Kōta Kawae                          | —                                 |
| 743   | アスミカケル                                     | Asumi Kakeru                                                                     | Martial Master Asumi                               | 2023.29              | 2024.11              | Kawada                              | —                                 |
| 744   | アイスヘッドギル                                 | Aisu Heddo Giru                                                                  | Ice-Head Gill                                      | 2023.30              | 2023.50              | Ikuo Hachiya                        | —                                 |
| 745   | 魔々勇々                                         | Mama Yūyū                                                                        | —                                                  | 2023.41              | 2024.19              | Yoshihiko Hayashi                   | —                                 |
| 746   | カグラバチ                                       | Kagurabachi                                                                      | —                                                  | 2023.42              | —                    | Takeru Hokazono                     | —                                 |
| 747   | ツーオンアイス                                   | Tsū on Aisu                                                                      | Two on Ice                                         | 2023.43              | 2024.20              | Elck Itsumo                         | —                                 |
| 748   | グリーングリーングリーンズ                       | Gurīngurīngurīnzu                                                                | Green Green Greens                                 | 2023.52              | 2024.28              | Terasaki Kento                      | —                                 |
| 748 c | んんん                                           | zzzzz                                                                            | 2024                                               | 2024.00              | 2024.00              | zzzzz                               | zzzzz                             |
| 749   | 累々戦記                                         | Ruirui senki                                                                     | Shadow Eliminators                                 | 2024.01              | 2024.21              | Kento Amemiya                       | —                                 |
| 750   | 超巡! 超条先輩                                   | Choujun! Choujo Senpai                                                           | Super Psychic Policeman Chojo                      | 2024.11              | —                    | Shun Numa                           | —                                 |
| 751   | ティア アネモネ                                  | Tia Anemone                                                                      | Dear Anemone                                       | 2024.12              | 2024.29              | Rin Matsui                          | —                                 |
| 752   | 願いのアストロ                                   | Negai no Asutoro                                                                 | Astro Royale                                       | 2024.20              | —                    | Ken Wakui                           | —                                 |
| 753   | 極東ネクロマンス                                 | Kyokutō Nekuromansu                                                              | Kyokuto Necromance                                 | 2024.21              | 2024.40              | Fusai Naba                          | —                                 |
| 754   | さいくるびより                                   | Saikuru Biyori                                                                   | Psych House                                        | 2024.24              | 2024.41              | Kobayashi Omusuke                   | —                                 |
| 755   | 妖怪バスター村上                                 | Yōkai Basutā Murakami                                                            | Yokai Buster Murakami                              | 2024.29              | 2024.50              | Daiki Ihara                         | —                                 |
| 756   | 悪祓士のキヨシ君                                 | Ekusoshisuto no kiyoshi-kun                                                      | Ultimate Exorcist Kiyoshi                          | 2024.30              | —                    | Shouichi Usui                       | —                                 |
| 757   | ひまてん！                                       | Himaten!                                                                         | Hima-Ten                                           | 2024.32              | —                    | Genki Ono                           | —                                 |
| 758   | 魔男のイチ                                       | Madan no Ichi                                                                    | Ichi the Witch                                     | 2024.41              | —                    | Shiro Usazaki                       | Nishi Osamu                       |
| 759   | しのびごと                                       | Shinobigoto                                                                      | Shinobi Undercover                                 | 2024.42              | —                    | Santa Mitarashi                     | —                                 |
| 760   | 白卓                                             | Hakutaku                                                                         | —                                                  | 2024.43              | 2025.10              | Kouki Ishikawa                      | —                                 |
| 761   | シド・クラフトの最終推理                         | Shido Kurafuto no Saishū Suir                                                    | Syd Craft: Love Is a Mystery                       | 2024.51              | —                    | Taishi Tsutsui                      | —                                 |
| 761 c | んんん                                           | zzzzz                                                                            | 2054                                               | 2054.00              | 2054.00              | zzzzz                               | zzzzz                             |
| 762   | エンバーズ                                       | Enbāzu                                                                           | Embers                                             | 2025.10              | —                    | Soutarou Nishi                      | Kei Kurumazaki                    |
| 763   | Bの星線                                          | B no Seisen                                                                      | Star of Beethoven                                  | 2025.11              | —                    | Morihiro Hayashi                    | —                                 |